# Front populaire (France)
Pour les articles homonymes, voir Front populaire.
Pour la coalition politique espagnole formée en 1936, voir Front populaire (Espagne).
Pour la coalition politique catalane formée en 1936, voir Front des gauches de Catalogne.
Pour la coalition politique française formée en 2024, voir Nouveau Front populaire.
En France, le Front populaire est une coalition politique de gauche, formée en vue des élections législatives de 1936 autour du Parti radical, de la Section française de l'Internationale ouvrière (SFIO) et du Parti communiste.
Ayant remporté une majorité de sièges, elle donne naissance à quatre gouvernements entre juin 1936 et avril 1938. Le premier est dirigé par le socialiste Léon Blum, les deux suivants par le radical Camille Chautemps et le dernier par Léon Blum à nouveau. Les communistes les soutiennent mais n'y participent pas.
La victoire du Front populaire aux élections est un choc pour une grande partie de la bourgeoisie. À l'inverse, elle suscite en soutien un large mouvement de grève dans les usines en mai et juin 1936. Pourtant élu sur un programme modéré, le gouvernement nouvellement formé appuie alors, par la négociation des Accords de Matignon, l'instauration d'importantes réformes sociales, comme la réduction du temps de travail à 40 heures par semaine ou la création de deux semaines de congés payés.
Après deux ans au pouvoir marqués par de nombreuses dissensions, la coalition éclate devant le refus du Sénat d'accorder à Léon Blum les pleins pouvoirs financiers pour faire face à une crise économique et monétaire. Le radical Édouard Daladier lui succède à la présidence du Conseil en avril 1938.
Près d'un siècle après sa disparition, le Front populaire reste une des références majeures de la gauche française. La coalition des partis de gauche formée en vue des élections législatives de 2024 y fait directement référence.

## Genèse et formation

### La réaction militante au 6 février 1934

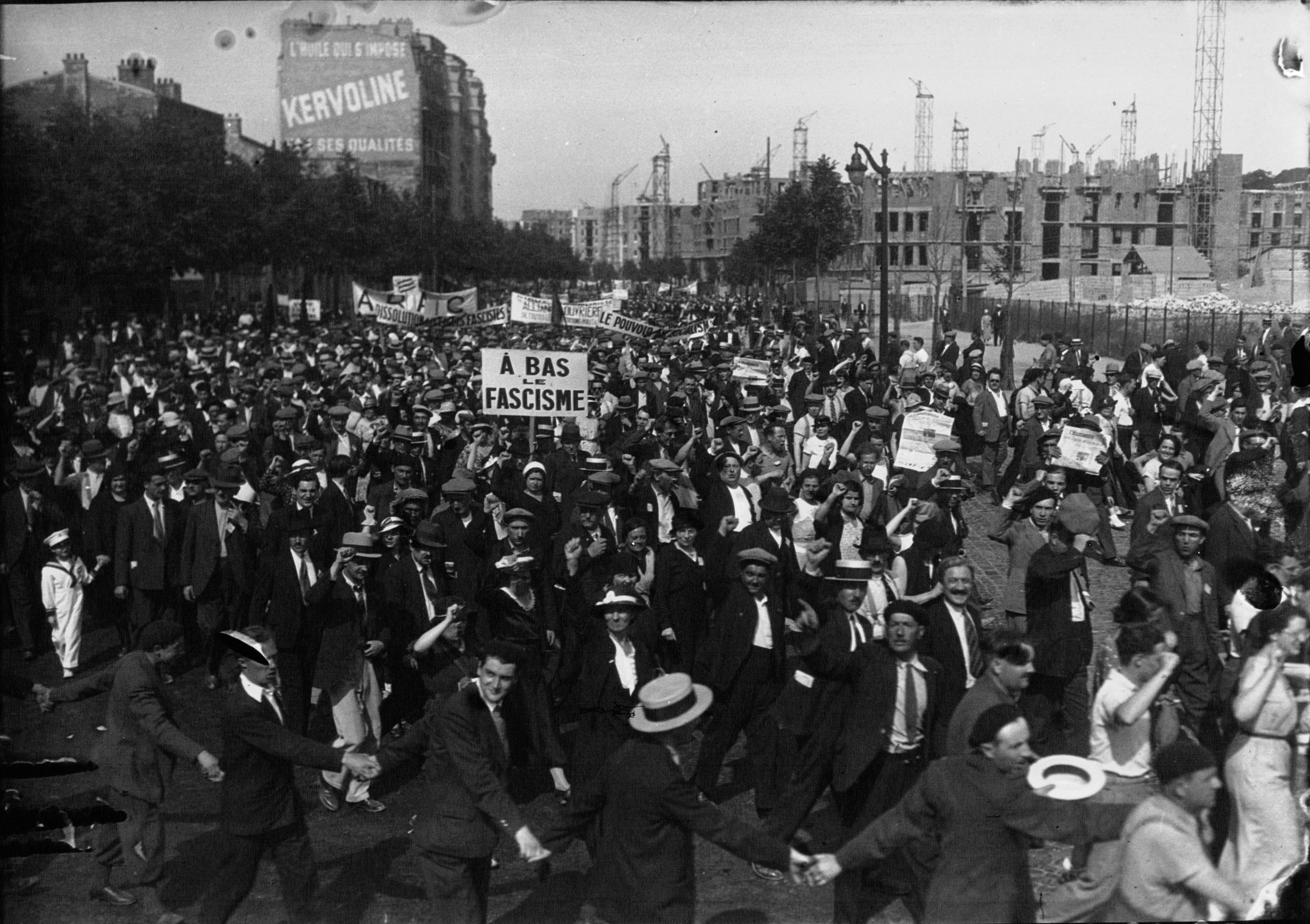
Manifestation de la SFIO en réaction à la crise du 6 février 1934. Une pancarte proclame à bas le fascisme et des banderoles exigent le pouvoir au socialisme et la dissolution des ligues fascistes
(agence Meurisse, 1934, Paris, BnF).

Emblème du parti socialiste SFIO.

C'est en réaction à la journée d'émeutes menée le 6 février 1934 par les ligues d'extrême droite (Action française, Jeunesses patriotes, etc.) et d'autres groupes d'anciens combattants que les partis de gauche décident de s'unir contre « le danger fasciste ».
Dès le 12 février 1934, un mouvement en faveur d'une unité d'action se dessine lors des manifestations de rue en France. Durant ces manifestations, les cortèges communistes et socialistes défilent ensemble sous la pression des militants de chaque parti. Le même jour, la Confédération générale du travail (CGT) et la Confédération générale du travail unitaire (CGTU) appellent à une journée de grève.
Les socialistes et les communistes sont sincèrement convaincus qu'ils viennent de connaître une tentative de coup d'État concerté en vue d'établir un régime autoritaire. Cependant, ils réagissent d'abord en ordre dispersé. À la fois concurrents et adversaires depuis la scission survenue lors du congrès de Tours de la SFIO, qui a vu la formation de la Section française de l'Internationale communiste qui deviendra plus tard le Parti communiste (PC), les deux partis ouvriers peinent à renouer le dialogue. Pour les communistes, qui suivent les orientations de la Troisième Internationale, le capitalisme est entré dans sa « troisième phase » : il va bientôt connaître une période de crise qui le poussera à agresser l'Union des républiques socialistes soviétiques (URSS). Lorsque ce conflit, qu'ils pensent inévitable, surviendra, les communistes auront pour tâche de lutter énergiquement contre leur bourgeoisie nationale, quel que soit son bord politique (de ce point de vue, les radicaux ou les républicains-socialistes sont assimilés à la droite et taxés de fascistes). Fondamentalement révolutionnaire, le PC considère même que le combat doit s'étendre à la SFIO, coupable de contribuer à faire avorter la Révolution en prônant des politiques réformistes. Cette défiance contre la SFIO remonte également à l'acceptation de l'Union sacrée en 1914 par la SFIO.
Pour sa part, la SFIO se méfie d'un Parti communiste qui, sous couvert de proposer un front unique, pourrait chercher en réalité à attirer vers lui les militants socialistes en les éloignant de leurs dirigeants. Par ailleurs les socialistes, alliés traditionnels des radicaux, sont en froid avec ces derniers. Ces deux partis ont déjà connu ensemble par deux fois l'expérience de la coalition, dans le cadre du Cartel des gauches, en 1924 et 1932. Des accords de désistements réciproques leur avait alors permis d'investir une majorité absolue de sièges à la Chambre des députés. Or, à chaque fois, socialistes et radicaux finissaient par entrer en conflit sur les questions économiques et sociales : les premiers refusant à terme leur soutien aux gouvernements des seconds, les radicaux finissaient par s'allier à la droite et les socialistes passaient dans l'opposition. Sur la question de la responsabilité de cet échec, les deux partis se renvoient la balle et leurs rapports sont, depuis 1934, bien conflictuels. Concrètement, les socialistes comme les communistes, attaquent violemment les radicaux, ne leur pardonnant pas leur alliance avec la droite dans le gouvernement Doumergue (février-novembre 1934), tandis que les radicaux reprochent aux socialistes de ne pas les avoir efficacement soutenus lors des deux expériences du Cartel, ce qui en fait à leurs yeux des alliés définitivement peu recommandables.
Pourtant, le 6 février déclenchera une dynamique qui l'emportera peu à peu sur les querelles d'appareil. Au lendemain de cette journée, plusieurs comités antifascistes se forment, comprenant des socialistes, des radicaux et des représentants de divers groupes de gauche, mais jamais de communistes. Les clivages idéologiques persistent. Le 9 février, le PC et la CGTU organisent un grand rassemblement place de la République, contre le fascisme et les ambiguïtés du gouvernement. De son côté, la SFIO préfère relayer par une manifestation l'appel de la CGT à la grève générale pour le 12 février. Le PC décide de se joindre à la manifestation, espérant toujours attirer à lui les militants socialistes en plaçant des orateurs tout le long du cortège. C'est pourtant l'inverse qui se produit : « les militants communistes se joignent au cortège socialiste, abandonnant estrades et orateurs communistes, et c'est aux cris de « Unité ! Unité ! » que les militants des deux partis défilent de concert ».
Ce sont donc les militants ordinaires, contre la volonté des états-majors hormis Jacques Doriot, qui font du 12 février 1934 une manifestation unitaire, et préparent ainsi les esprits à l'idée du Rassemblement populaire. Épisode symptomatique d'une union antifasciste bien plus précoce à la base qu'à la tête de deux partis dont les dirigeants se haïssent[réf. nécessaire].

### Changement de ligne du Parti communiste

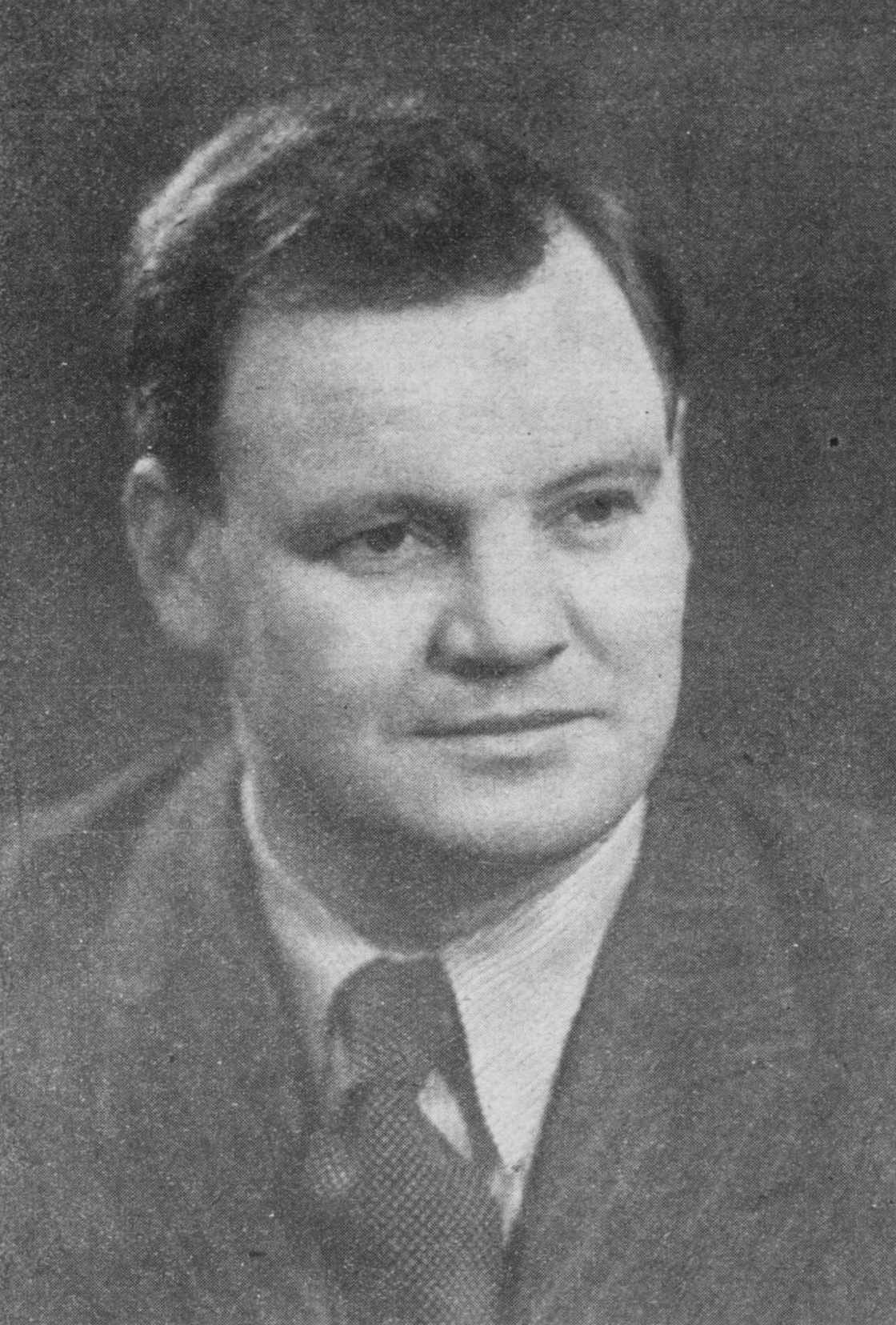
Maurice Thorez, photographie parue dans le compte rendu sténographique du VIIIe Congrès national du PC (Lyon-Villeurbanne en janvier 1936).

La faucille et le marteau, alors emblème du PC.

L'évolution vers l'unité n'est pas évidente, la direction du PC étant dans un premier temps hostile à tout rapprochement avec la SFIO, conformément à la tactique « classe contre classe » élaborée à la fin des années 1920 par la Troisième Internationale. Pourtant, le 26 juin 1934 à Ivry, Maurice Thorez opère un virage en appelant à l'unité d'action avec les socialistes.
Les explications de cette spectaculaire évolution sont diverses et, pour certaines, sujettes à caution. Il est certain que c'est avec l'accord de l'Internationale, dirigée depuis Moscou, que Thorez opère ce changement de stratégie, la question restant en suspens de savoir si les communistes français l'avaient préalablement sollicitée ou si l'initiative en revenait exclusivement au Komintern. Des raisons intérieures ont certainement joué, outre la volonté unitaire de la base : la tactique « classe contre classe » avait montré ses limites en isolant le parti et en provoquant un net recul du PC aux élections de 1932. Mais c'est également parce que Joseph Staline réévalue le danger fasciste, considéré jusqu'ici comme une évolution de la démocratie bourgeoise. Face à l'installation d'Adolf Hitler au pouvoir le PC adopte une attitude résolument unitaire.
Il ouvre ainsi la voie à la formation d'un « Front populaire » (l'expression est attribuée à Eugen Fried, représentant de l'Internationale communiste en France), avec comme première étape la signature entre les deux partis marxistes d'un « pacte d’unité d’action antifasciste » le 27 juillet 1934, où ils s'engagent à joindre leurs forces dans la lutte contre le fascisme et le gouvernement d'Union nationale de Gaston Doumergue.
Mais Thorez ne souhaite pas en rester là et déborde une SFIO qui, stupéfaite, l'entend à Nantes le 24 octobre 1934 suggérer « l'alliance des classes moyennes avec la classe ouvrière » et la constitution d'un rassemblement non seulement ouvrier mais « populaire », ce qui constitue clairement un appel du pied au Parti radical, représentant des classes moyennes. De fait, Thorez considère que les résultats des élections cantonales d'octobre 1934, où l'extrême-droite progresse en attirant à elle d'anciens électeurs radicaux, « attestent de la « course de vitesse » engagée entre les fascistes et les partis ouvriers pour la conquête des classes moyennes », touchées par le chômage et désorientées politiquement. En intégrant les radicaux à la logique d'union à gauche, Thorez espère créer cette dynamique. Ces derniers, très méfiants vis-à-vis des communistes, refusent d'abord cette proposition d'alliance, position logique dans la mesure où ils participent aux gouvernements d'Union nationale : le Parti radical semble pencher à droite.

### Le ralliement des radicaux

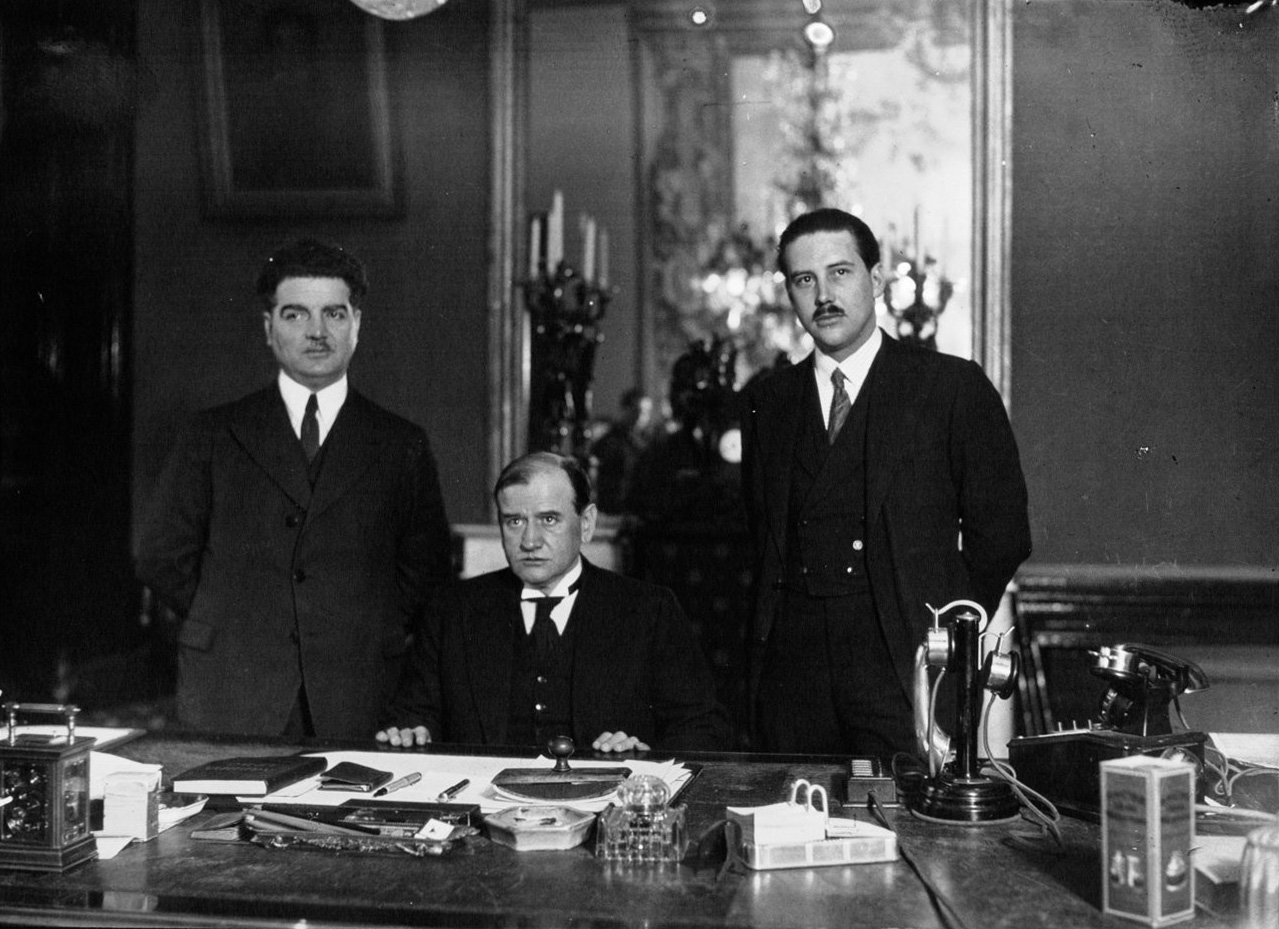
En 1933, photographie d'Édouard Daladier (assis) entouré de deux de ses collaborateurs
(Agence Meurisse à Paris - Photographie se trouvant à la BnF).

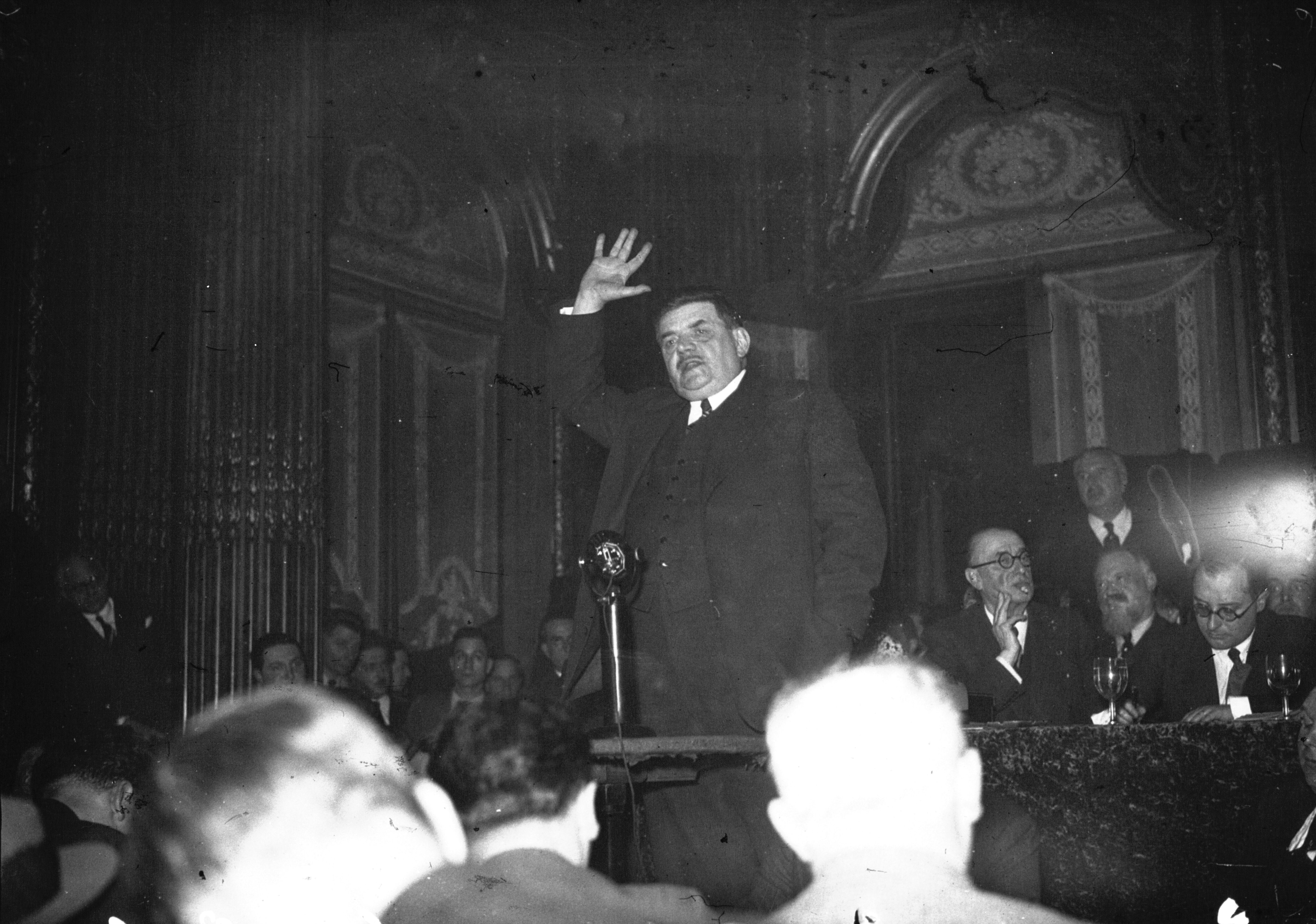
En 1936, photographie d'Édouard Herriot, ancien président du Parti radical,
se tient en retrait lors du Front populaire
(agence Meurisse à Paris -Photographie se trouvant à la BnF).

Pourtant, en juin 1935, la pression de l'aile gauche du Parti radical, notamment des « Jeunes Turcs » et d'Édouard Daladier (qui cherche à retrouver un espace politique après son échec à la suite du 6 février 1934), amène Édouard Herriot à accepter le rapprochement avec la SFIO et le PC. De fait, de nombreux éléments, outre la volonté de la plupart des militants de base de renouer avec la tradition d'un ancrage à gauche du parti, suggèrent le ralliement au Rassemblement populaire. En effet, le Parti radical, bien qu'allié de la droite dans les gouvernements de trêve, subit de la part de ses partenaires des critiques souvent violentes, allant de l'incompétence à la corruption, alors même que la politique de droite menée par ces gouvernements met mal à l'aise un nombre de plus en plus important de militants.
Dans le même temps, les communistes couvrent d'éloges le Parti radical, héritier selon eux de la Révolution française et représentant d'une classe moyenne désormais solidaire du prolétariat. Le dernier verrou tombe lorsque l'Union soviétique se rapproche de la France à la suite de la visite de Pierre Laval à Moscou en mai 1935. Le PC peut désormais voter les budgets militaires et laisse libre cours à un discours patriotique qui tranche avec ses positions antérieures et ne peut que satisfaire les radicaux.
Comme les élections municipales de mai 1935 se caractérisent par un nouveau recul du Parti radical, sauf là où il s'était allié avec la SFIO, Edouard Herriot n'a plus de réel argument pour poursuivre la politique d'alliance avec la droite, et le comité exécutif du parti, « emporté par la mystique unitaire antifasciste », décide le 3 juillet de participer à la grande manifestation unitaire prévue pour le 14 juillet 1935.

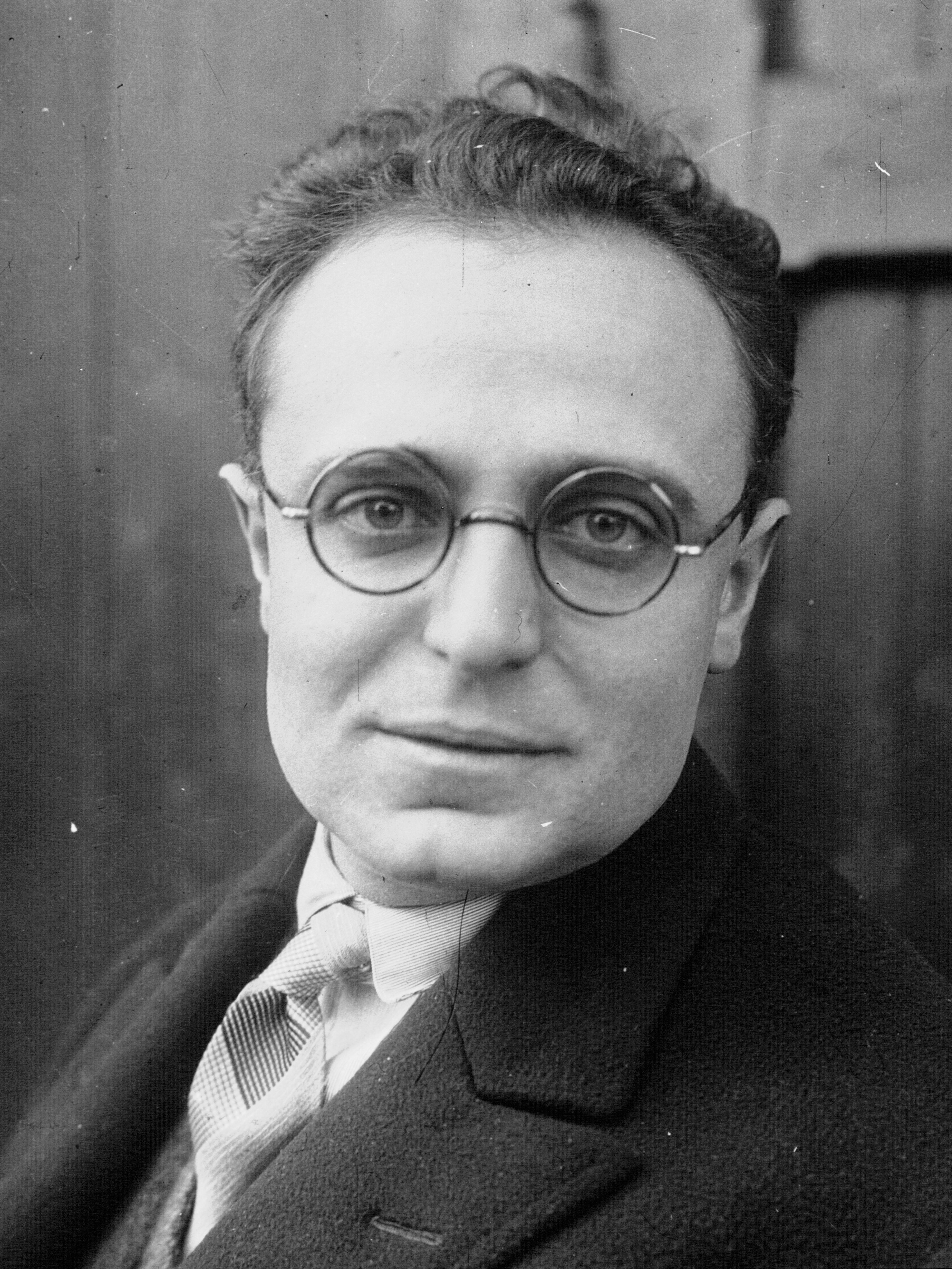
Pierre Cot (1928).
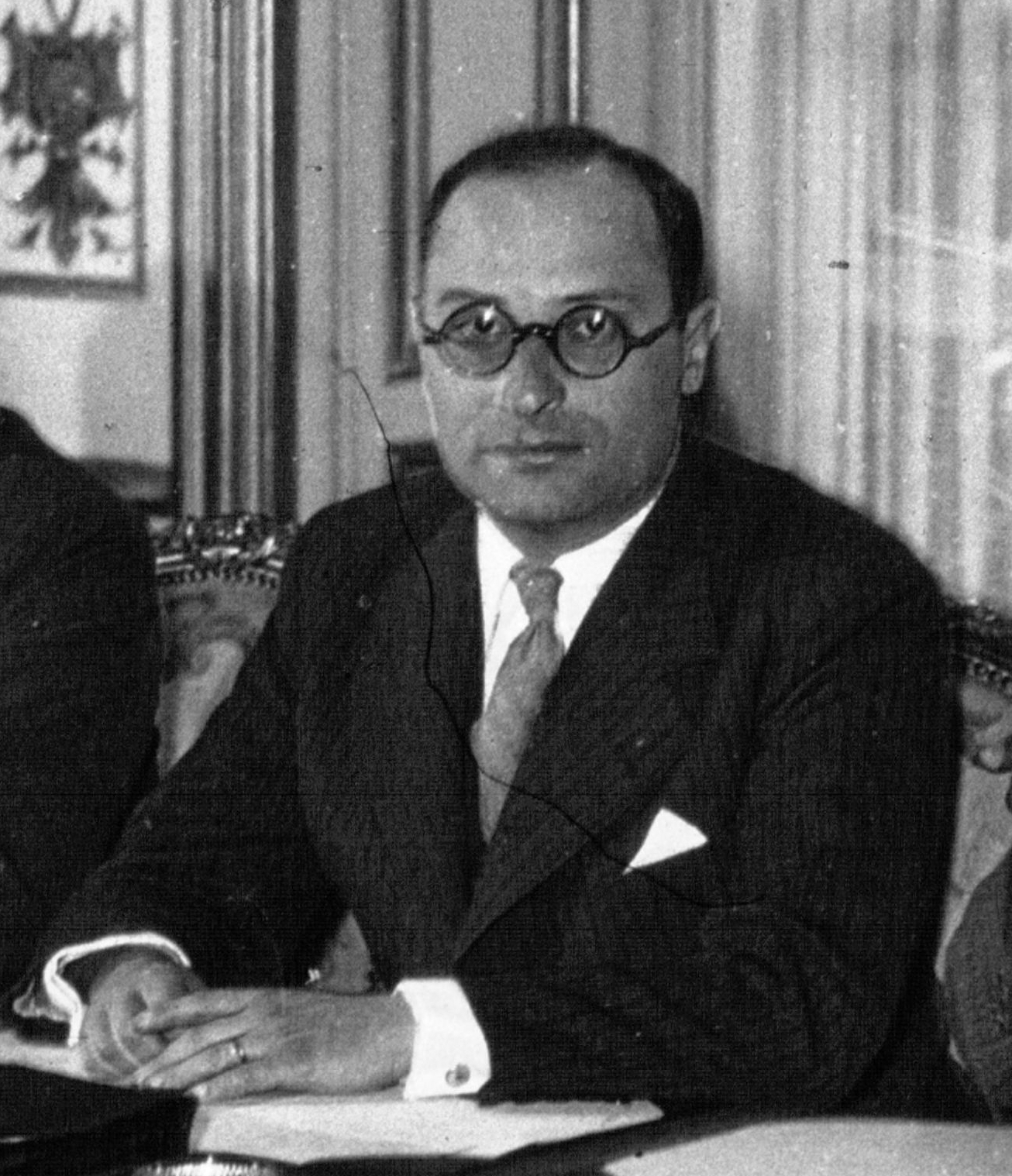
Jean Zay (1937).
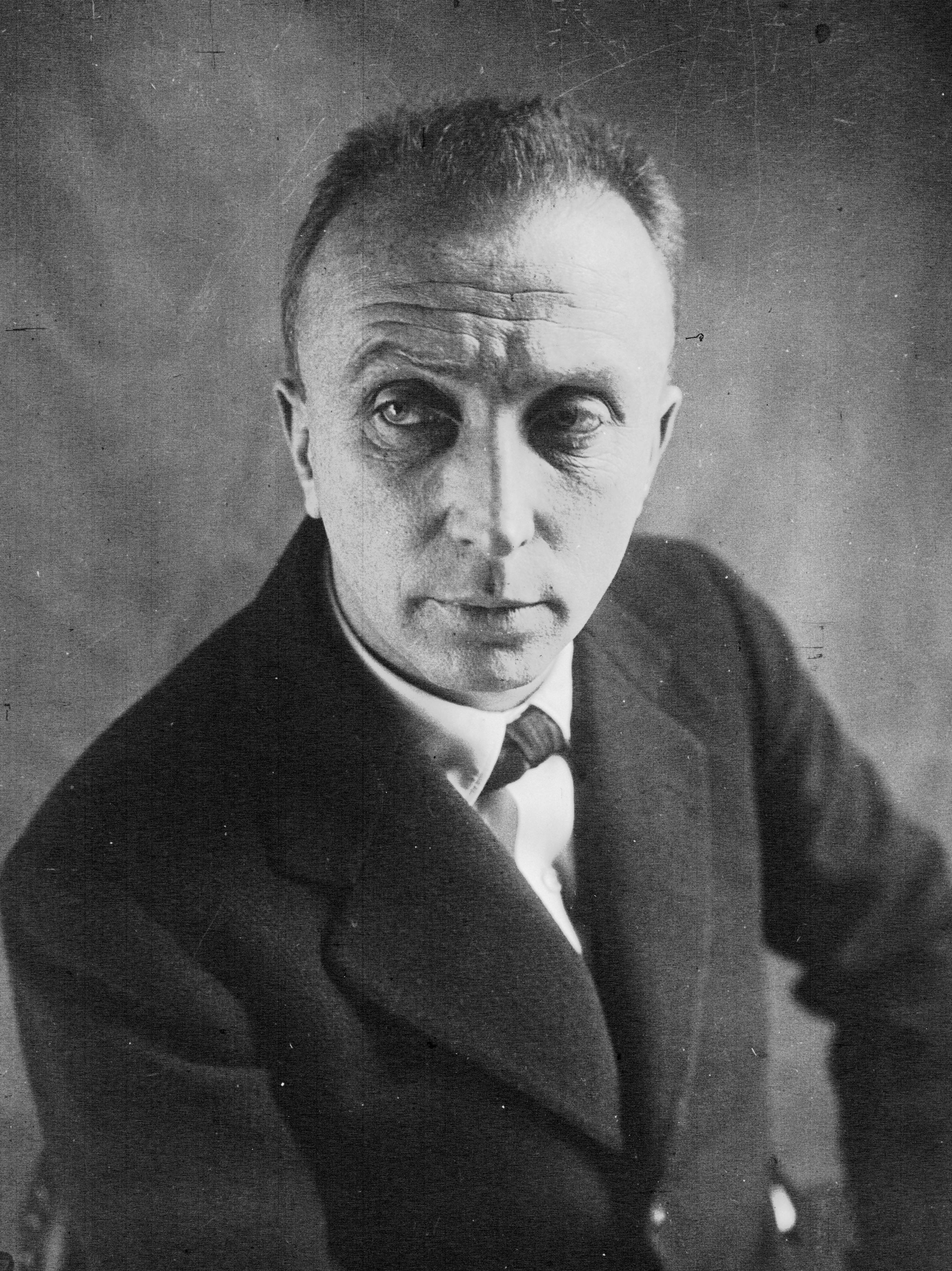
Gaston Bergery (1933).
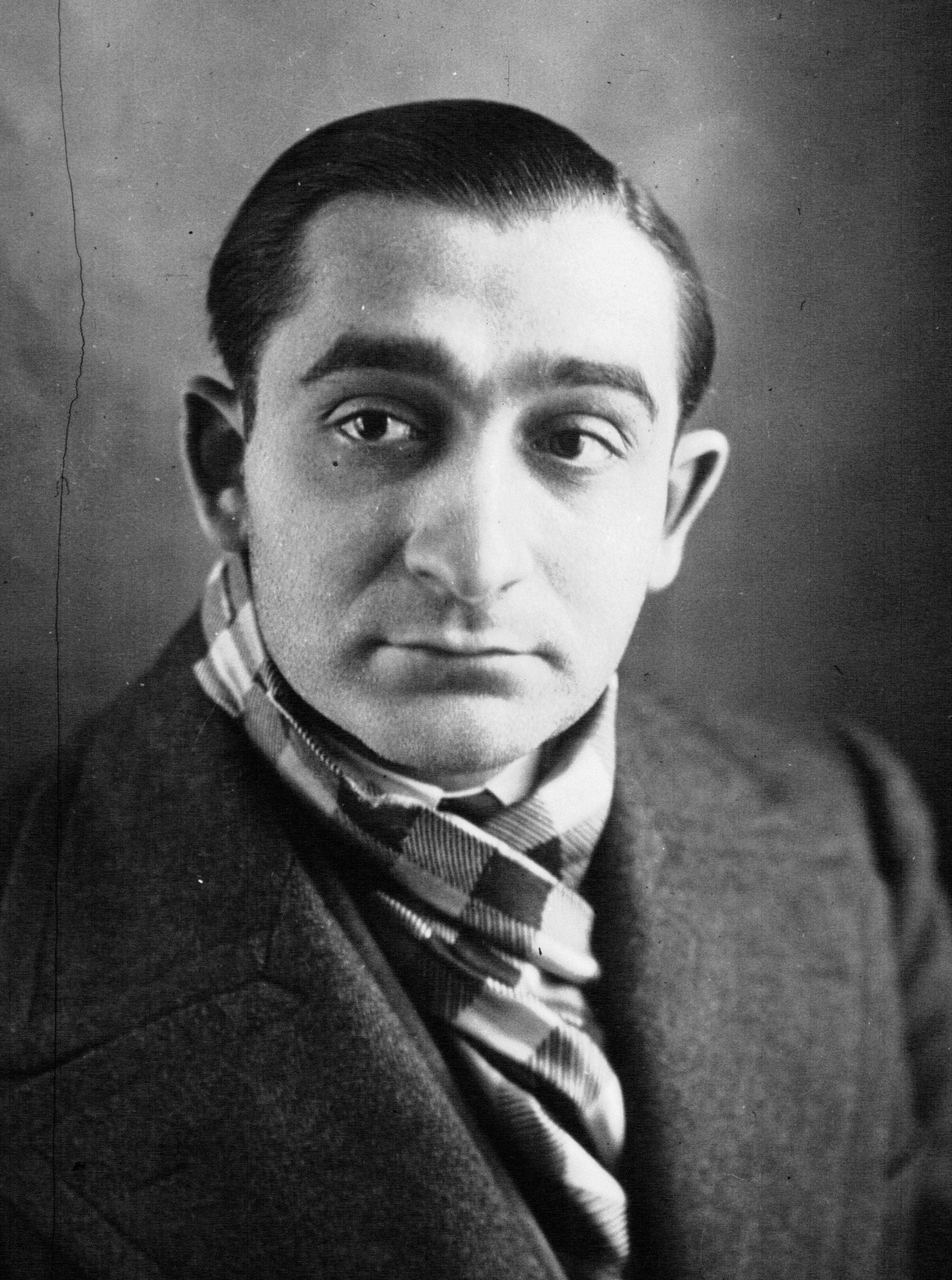
Pierre Mendès France (1932).

### La manifestation du 14 juillet 1935

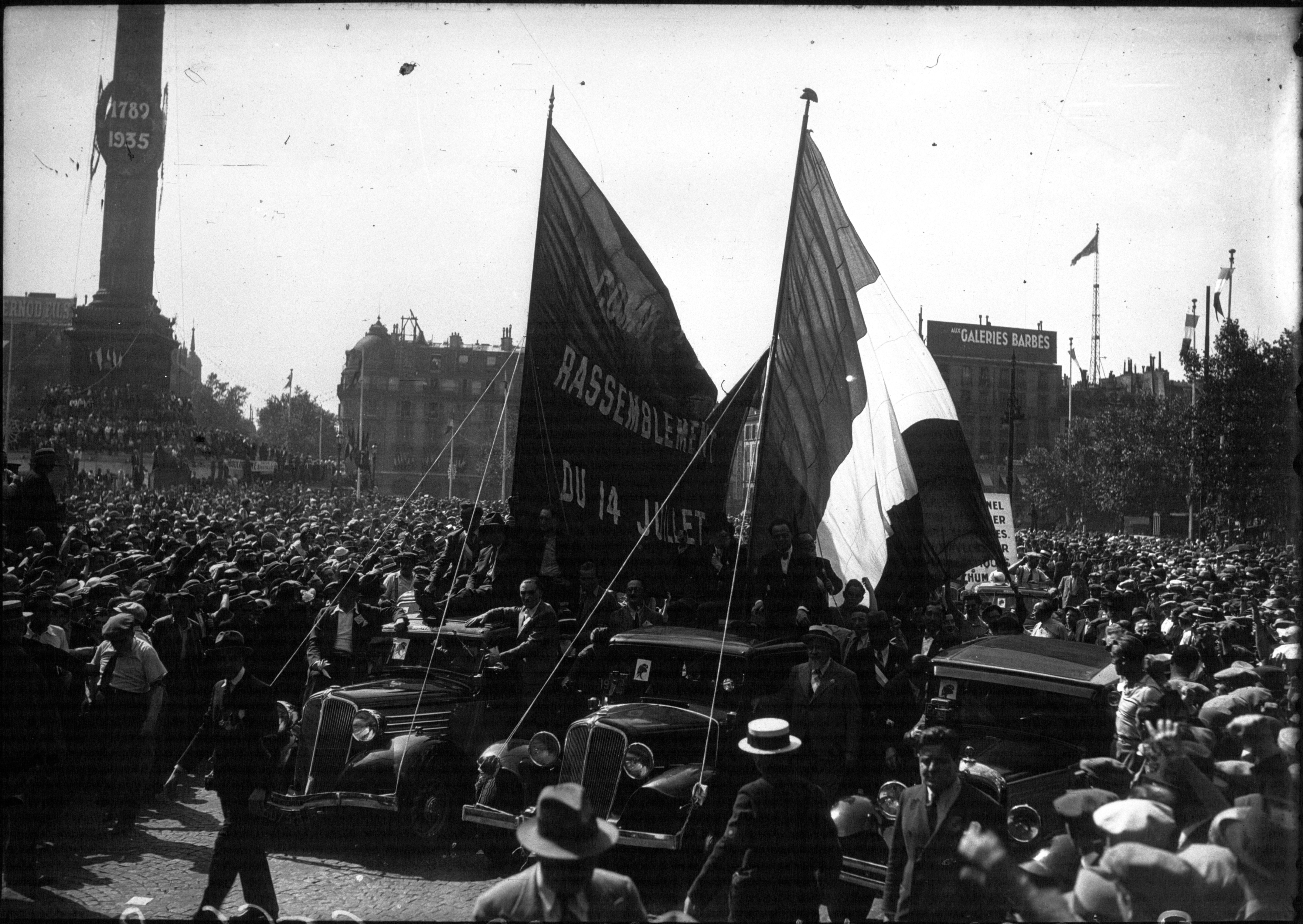
Manifestation du 14 juillet 1935, Paris, place de la Bastille
(agence Meurisse, 1935, Paris, BnF).

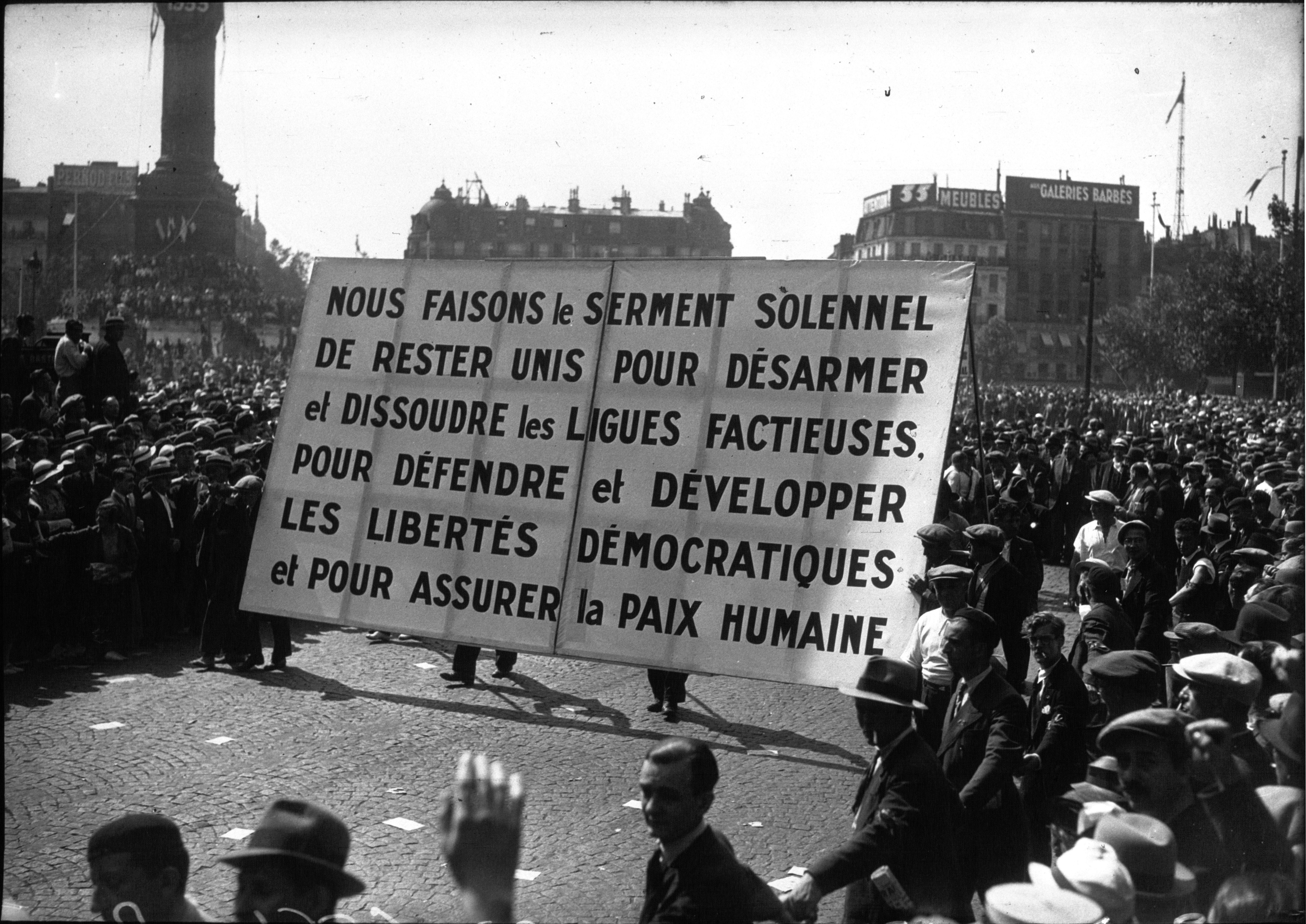
Manifestation du 14 juillet 1935, Paris, place de la Bastille
(agence Meurisse, 1935, Paris, BnF).

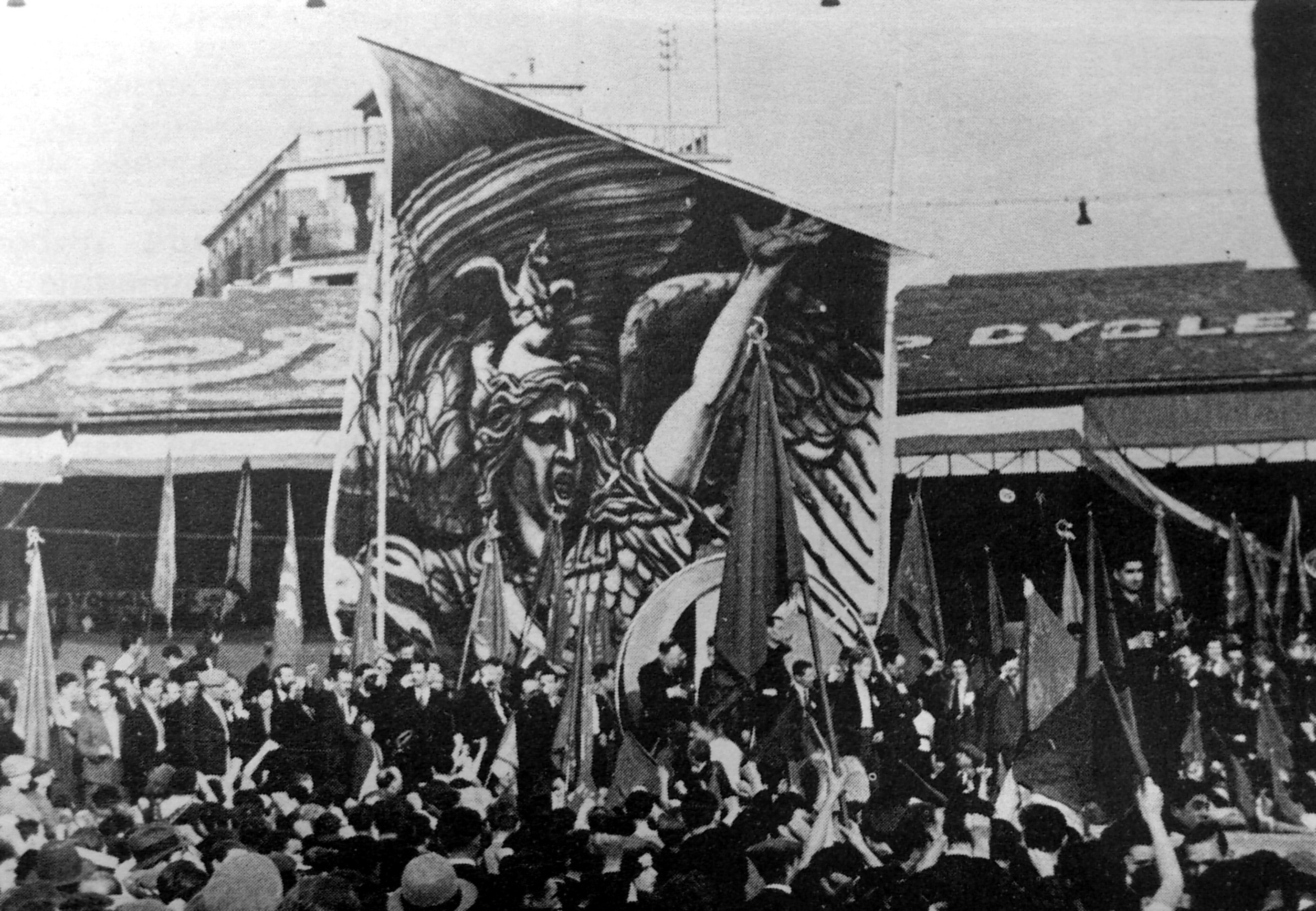
Assises de la Paix et de la Liberté tenues le 14 juillet 1935 au stade Buffalo à Montrouge.

Le choix de la date, à la fois fête révolutionnaire et fête nationale, et du lieu (la manifestation suit le même parcours que celle du 12 février 1934) est significatif. Surtout, pour la première fois, militants et chefs radicaux (notamment Daladier), socialistes et communistes défilent de concert aux côtés d'autres petits partis, syndicats et associations (CGT, CGTU, CVIA, Ligue des droits de l'homme…), dans une manifestation de près de 500 000 personnes et « dans l'euphorie d'une unité retrouvée de la gauche ». La solennité du moment est renforcée par la rédaction d'un serment, écrit par Jean Guéhenno, André Chamson, et Jacques Kayser, prêté par tous les manifestants, qui réaffirme l'importance de la mobilisation antifasciste et dégage des objectifs pour améliorer la situation du pays.
La tranquille mobilisation d'un peuple de gauche qui revendique son histoire, y compris nationale (Jeanne d'Arc, La Marseillaise, le Soldat inconnu) apparaît irrésistible, et c'est tout naturellement que le comité d'organisation de cette manifestation, dirigé par le président de la Ligue des droits de l'homme Victor Basch, est prolongé en un comité national pour le rassemblement populaire, chargé d'élaborer un programme commun et des accords de désistement dans la perspective des élections du printemps 1936.

### Un programme électoral modéré et ambigu
Le programme du Front populaire, censé se structurer autour de son slogan électoral « Pain, Paix, Liberté », est plus concrètement organisé en deux rubriques.
Dans le domaine politique, les revendications sont classiques : défense de la démocratie (désarmement et dissolution des ligues, obligation pour les organes de presse de publier leur bilan financier pour permettre à leurs lecteurs de connaître l'identité de ceux qui les financent, promotion des droits syndicaux et de l'école laïque) et de la paix (désarmement relatif, promotion de la sécurité collective et de la négociation dans le cadre de la Société des Nations). En dehors de la volonté de nationaliser les industries pour soustraire la politique extérieure de la France à l'influence des marchands de canon, « cette plateforme somme toute modérée témoigne davantage de préoccupations électorales que d'une claire perception de la situation internationale : ni la question coloniale, ni les dangers extérieurs, ni la situation en Europe ne semblent préoccuper ses signataires », et l'antifascisme reste essentiellement à destination interne, contrairement aux souhaits du PC, plus belliciste et prêt à internationaliser la lutte contre le fascisme. Ces ambiguïtés en matière de politique extérieure pèseront lourd dans les difficultés ultérieures du gouvernement de Front populaire.
Les mesures préconisées par le Front populaire en matière économique sont plus importantes, bien que tout autant marquées du sceau du compromis. En dehors de la volonté de réformer la Banque de France, « il s'agit, à l'instar de Roosevelt aux États-Unis, de conduire, comme on le dira plus tard, une politique de relance par la consommation, dont on espère la reprise de la production, la réduction de la thésaurisation et le retour de la croissance » : « réduction de la journée de travail », « plan de grand travaux d'utilité publique », création d'un « fonds national de chômage » et d'un régime de retraite pour les vieux travailleurs. À cela s'ajoute en matière agricole la mise en place d'un Office national des céréales destiné à régulariser le marché et lutter contre les spéculateurs.
En fait, même sur le plan économique, ce programme modéré du « plus petit dénominateur commun » reste modeste et se contente de prévoir la « réalisation des tâches immédiates » pour résoudre la crise et apporter « une solution aux injustices sociales les plus criantes […], sans toucher aux structures de la société », comme le souhaiteraient les socialistes. De ce point de vue, il est nettement plus proche des vues du Parti radical que de celui de la SFIO, plus étatiste quand les radicaux restent fondamentalement des libéraux. Cela n'a pas été sans créer des tensions entre le Parti radical et les socialistes, mais ces derniers ont dû s'incliner compte tenu de la farouche volonté du PC de faire preuve de modération pour assurer le ralliement des classes moyennes au Front populaire, en acceptant par exemple le fait de rayer du programme final la mention « Réduction de la semaine de travail sans réduction du salaire hebdomadaire. » ainsi que le plafond des 40h par semaine. Il ne constitue d'ailleurs qu'une base de désistement pour le second tour, chaque parti défendant au premier tour son propre programme, dont la compatibilité avec le programme de Front populaire n'est pas toujours évidente. Ici comme en politique étrangère, les divergences entre alliés, les ambiguïtés sont nombreuses, même si dans un premier temps l'enthousiasme des militants peut les maintenir sous cloche.

## La victoire électorale et la mise en place du gouvernement de Front populaire

### Victoire et rapports de forces internes au Front populaire

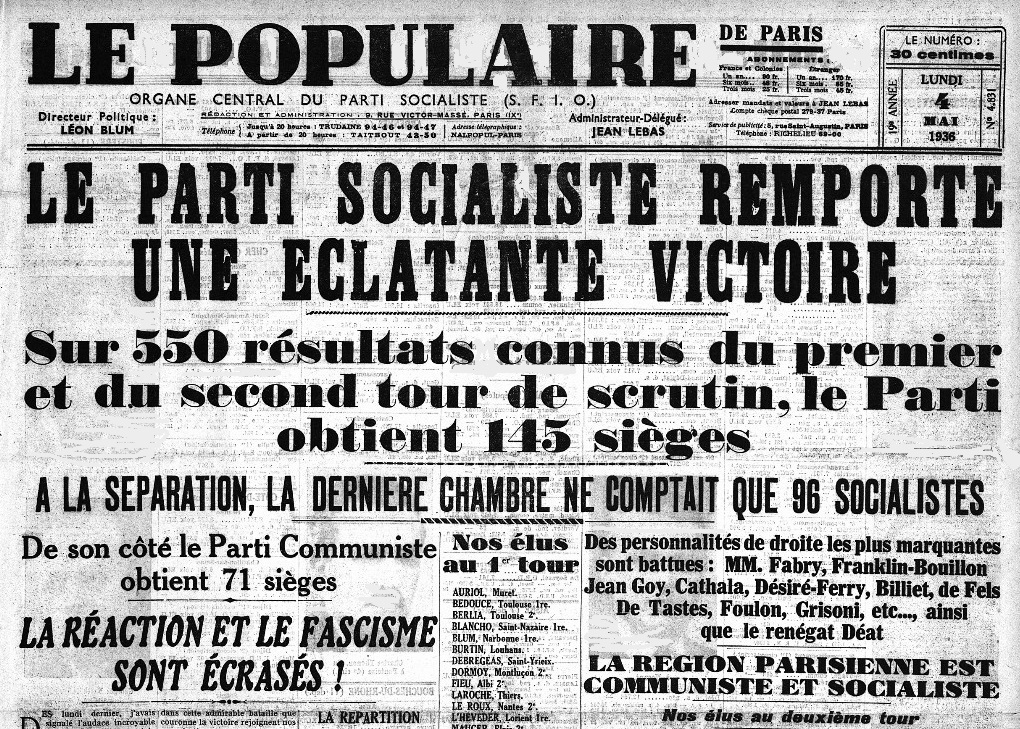
Une du journal Le Populaire, no 4831, 4 mai 1936.

Profitant de son unité (les désistements entre le premier et le second tour furent quasi-systématiques et de ce fait, les reports de voix, notamment communistes, meilleurs qu'en 1928 et 1932), de la crise économique et de l'absence d'une politique alternative à droite (où l'argument de campagne principal se limita à l'anticommunisme), le Front populaire remporte une nette victoire aux élections législatives des 26 avril et 3 mai 1936, rassemblant environ 57 % des suffrages exprimés au premier tour et envoyant, au terme du second, un total de 386 députés sur 608 siéger à la Chambre des députés, dont 147 pour la SFIO.

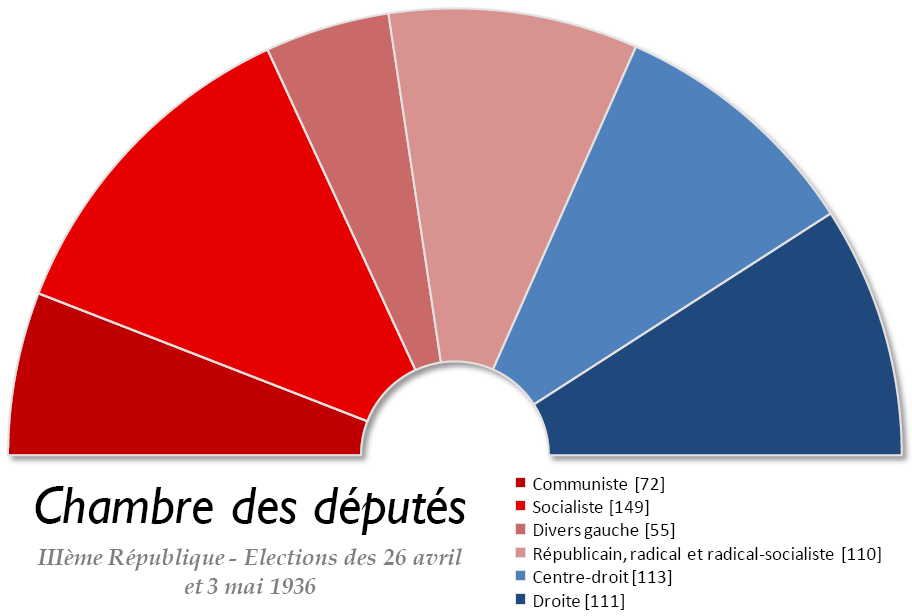
Composition politique de la Chambre des députés de 1936

Le caractère spectaculaire — y compris à l'époque — de ce succès électoral ne doit pas laisser penser que l'opinion française aurait alors nettement glissé à gauche. Comme le souligne l'historien Eric Hobsbawm, le triomphe du Front populaire « résulte de l'augmentation d'à peine 1 % des suffrages obtenus par les radicaux, les socialistes et les communistes en 1932 », déjà favorable à la gauche il est vrai, et le succès du Front populaire met surtout « dramatiquement en relief les coûts de la désunion passée ».
Malgré cette relative stabilité du corps électoral de gauche, les évolutions de la part de chacun des trois partenaires du Front populaire permettent d'éclairer l'évolution de l'opinion de gauche. « Le parti communiste pouvait légitimement apparaître comme le grand vainqueur de la consultation : avec 1 500 000 voix, il doublait ses suffrages de 1932 ». L'essentiel de ces gains sont réalisés aux dépens des socialistes, qui compensent leur perte dans le milieu ouvrier en mordant sur l'électorat rural du Parti radical.
De fait, les radicaux (1 400 000 voix), compromis par leur participation aux gouvernements de droite et par leur soutien à la politique de déflation, mais également du fait de la bipolarisation du scrutin, perdent 350 000 voix. Cependant, le caractère stratégique de leur place dans la coalition gouvernementale ne doit pas être négligé. Si les radicaux ont perdu de leur superbe, ce sont leurs 106 députés qui permettent au gouvernement d'exister, dans la mesure où aux 219 députés socialistes et communistes correspondent les 219 députés de la droite. De ce fait, les radicaux affaiblis jouent néanmoins un rôle pivot. Il suffit qu'ils fassent le choix de basculer vers la droite comme en 1926 ou 1934, et le gouvernement de Front populaire disparaîtrait. Paradoxalement, bien que « battus par les électeurs le 26 avril, les radicaux se trouvent en position d'arbitres, en mesure de faire ou défaire les majorités, et leur puissance parlementaire fait d'eux, au moment même où leur parti commence son déclin, les maitres réels du jeu politique français ».

### Le gouvernement Blum

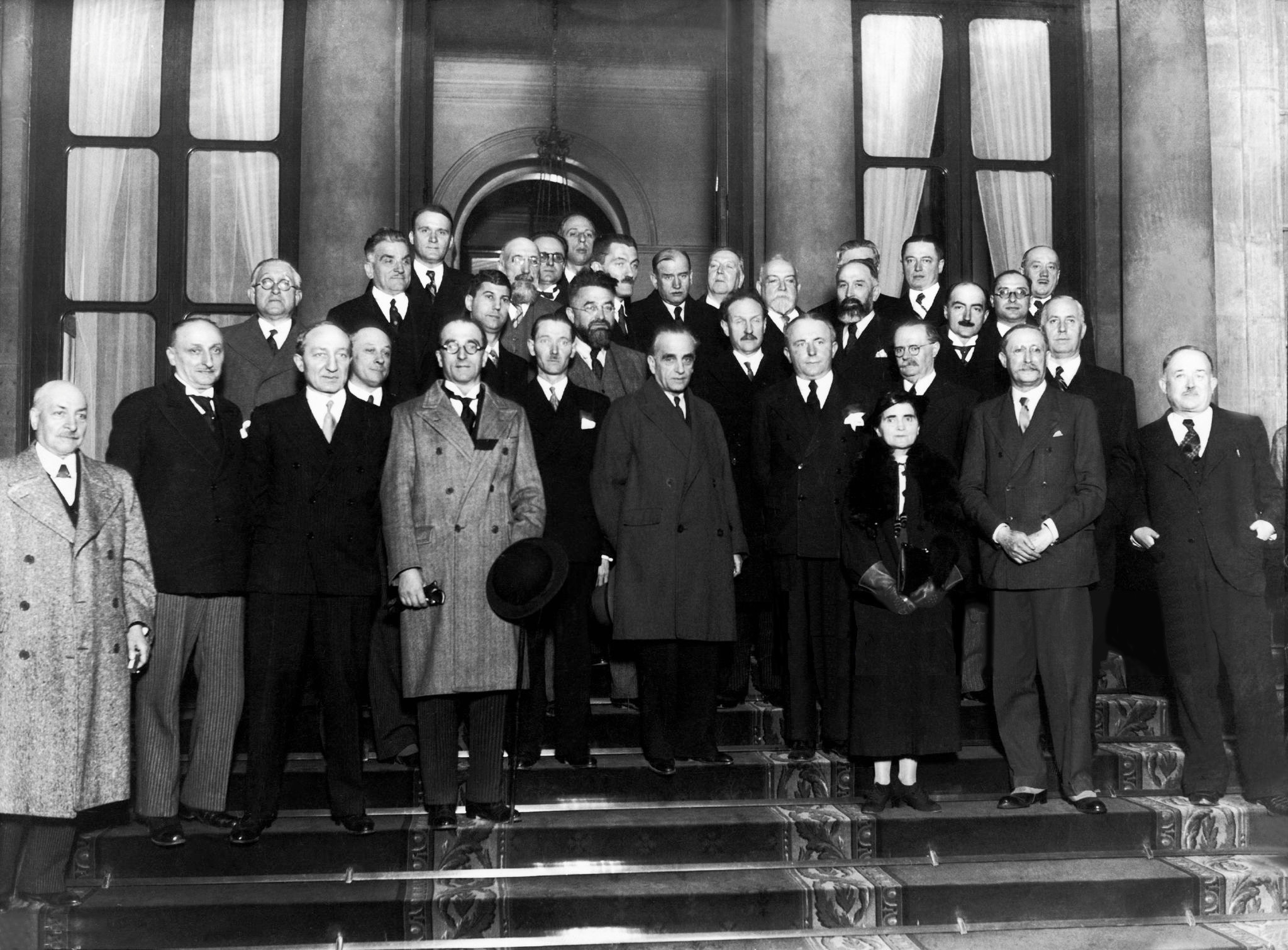
Le gouvernement Blum en juin 1936.

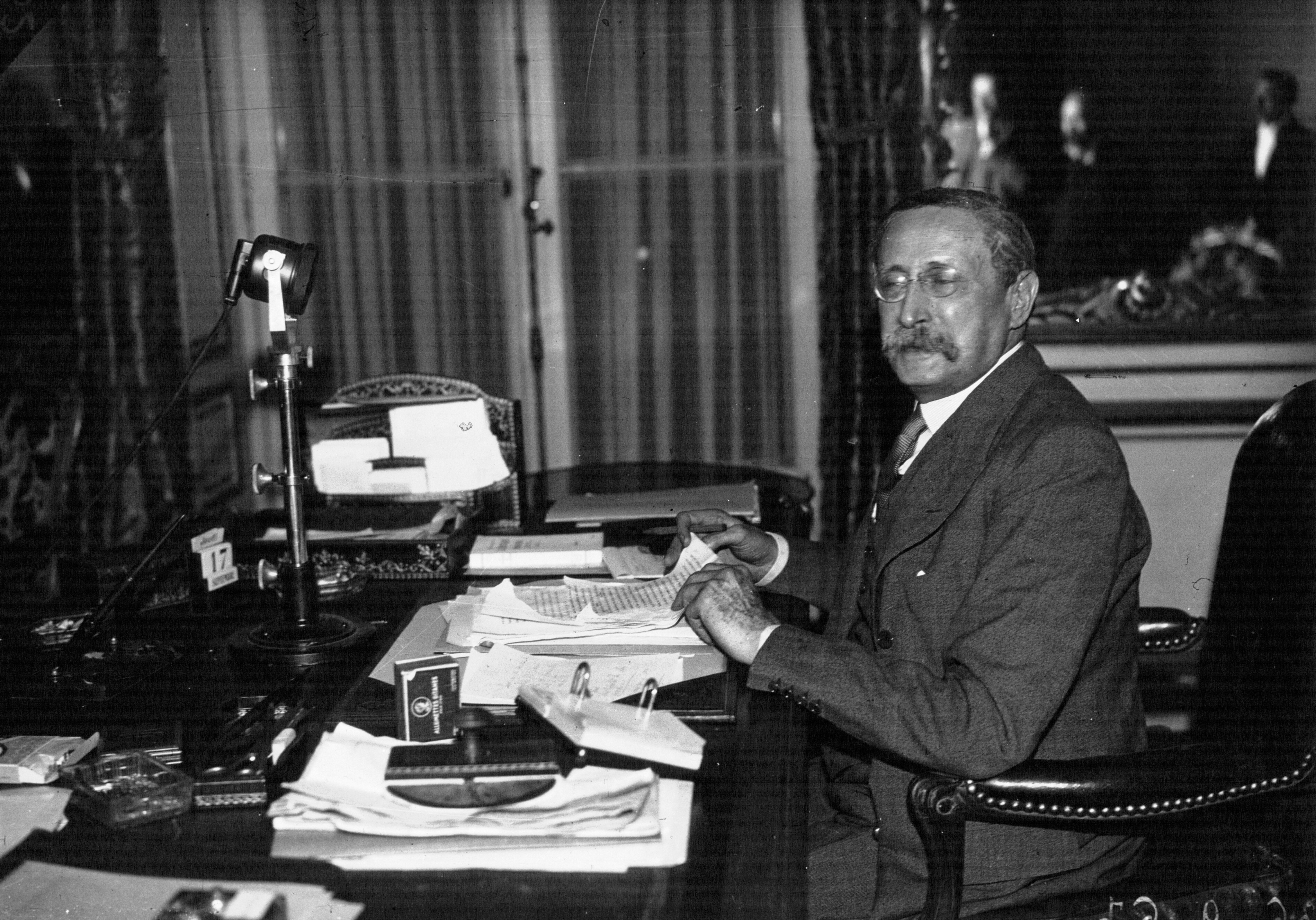
Léon Blum
(agence Meurisse, 1936, Paris, BnF).

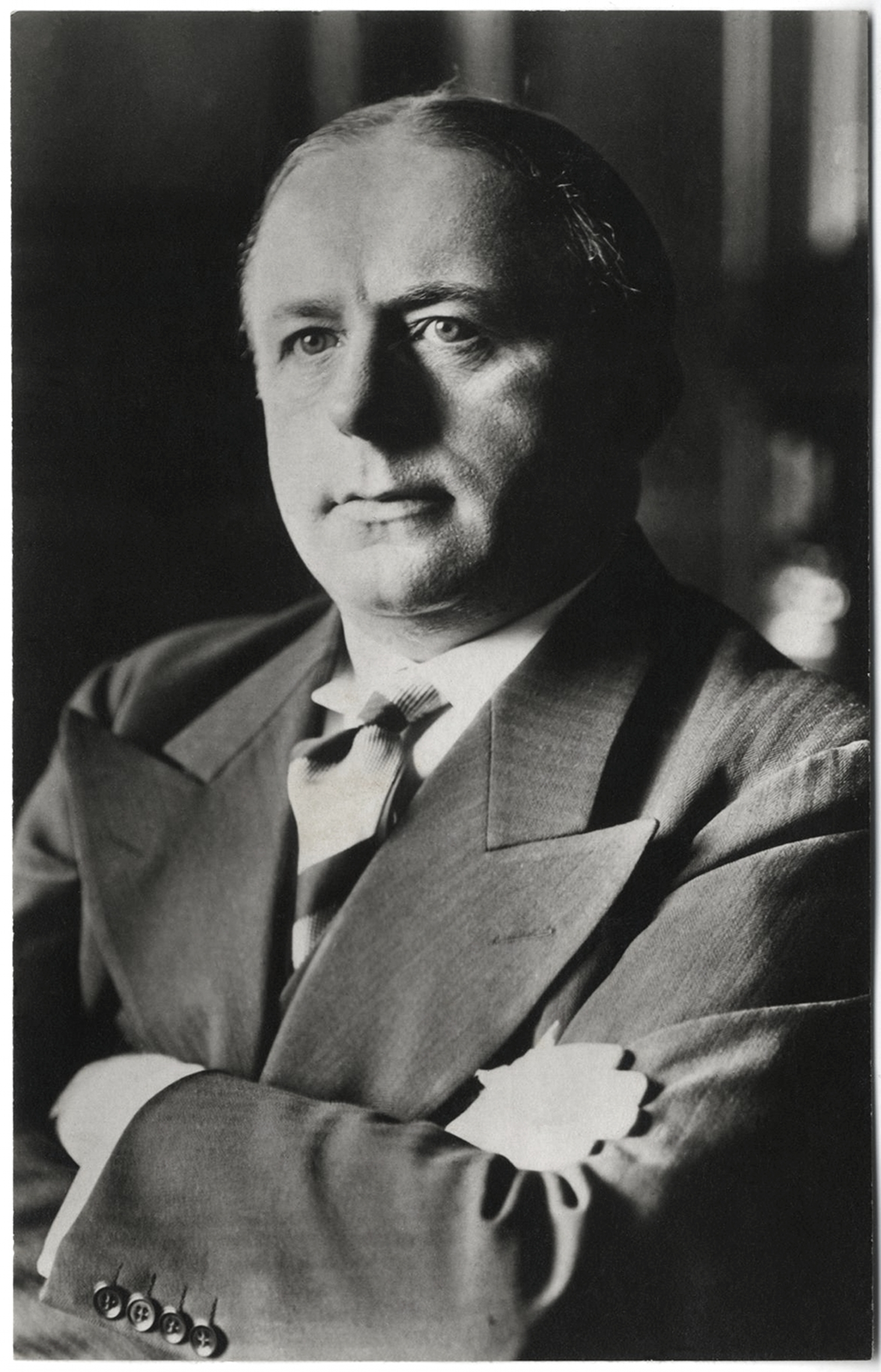
Roger Salengro
(Bibliothèque numérique Roubaix).

Bien que la progression du PC dans son électorat traditionnel soit réelle, la SFIO conserve un électorat stable de près de 2 millions de voix. Premier parti de France, il apparaît dès lors naturel que le chef du nouveau gouvernement soit issu de ses rangs. Léon Blum s'efforce cependant de rester pragmatique : il distingue l'exercice de la conquête du pouvoir. Les Français n'ayant pas donné de majorité aux « prolétariens » (SFIO et PC seuls), il en déduit qu'il est impossible, dans l'état actuel des choses, de transformer les structures sociales de la France pour aller dans le sens d'une société socialiste. Il plaide donc en faveur de l'application la plus stricte du programme du Front populaire : le 31 mai, il déclare devant le Conseil national de la SFIO, que « non seulement le Parti socialiste n'a pas la majorité, mais les partis prolétariens ne l'ont pas davantage. Il n'y a pas de majorité socialiste ; il n'y a pas de majorité prolétarienne. Il y a la majorité du Front populaire dont le programme du Front populaire est le lieu géométrique. Notre mandat, notre devoir, c'est d'accomplir et d'exécuter ce programme. Il s'ensuit que nous agirons à l'intérieur du régime actuel, de ce même régime dont nous avons montré les contradictions et les iniquités tout au long de notre campagne électorale ». L'expérience ne sera donc pas socialiste, mais se limitera à une nouvelle forme de réformisme social. Blum voit également un deuxième avantage à prendre la tête du gouvernement : en « occupant » le pouvoir, les socialistes peuvent directement empêcher les fascistes de s'y installer.
De fait, cette majorité parlementaire inédite investit le premier gouvernement à dominante socialiste de la IIIe République, et Léon Blum est nommé président du Conseil par le président de la République Albert Lebrun, le 4 juin 1936. Contrairement à la tradition de la Troisième République, Blum décide de ne se charger « d'aucune responsabilité particulière pour se consacrer tout entier à la direction du gouvernement », dans le but de renforcer la présidence du Conseil : « À ses yeux, le chef du gouvernement ne devait pas se limiter à coordonner l'action des ministres, mais devait véritablement diriger, à la manière du Premier ministre britannique ». Blum dispose effectivement d'une réelle autorité sur le gouvernement qu'il préside.

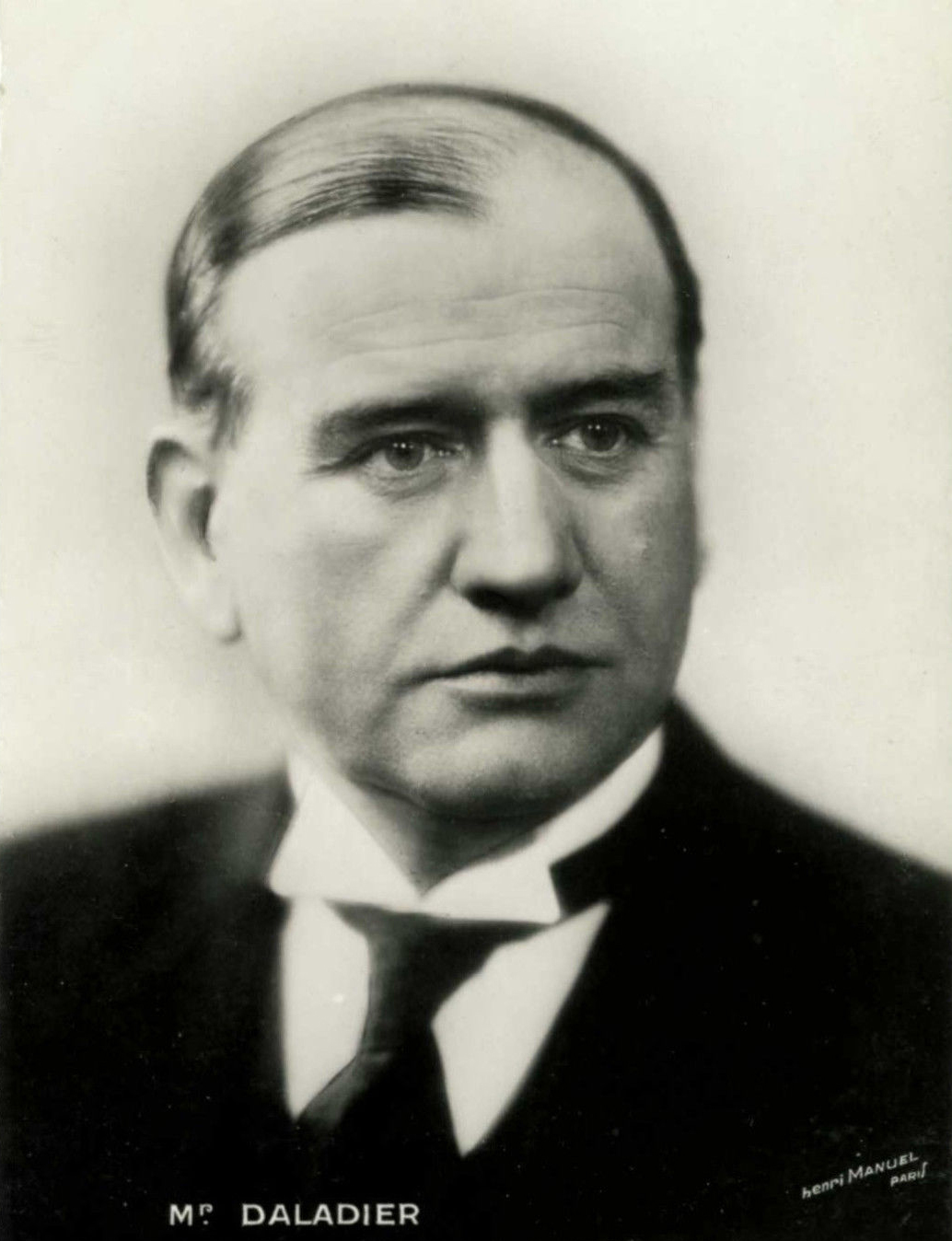
Édouard Daladier.

Léon Blum ne se contente pas de redéfinir le rôle dévolu au président du Conseil : il innove également en créant de nouveaux postes ministériels et en attribuant ces ministères à de nouvelles personnalités (Composition du premier gouvernement), même si certains barons du radicalisme tiennent leur place, comme Camille Chautemps, Yvon Delbos (ministre des Affaires étrangères) ou Édouard Daladier, vice-président du Conseil, ministre de la Défense nationale et de fait numéro deux du gouvernement.
L'équipe réunie par Blum compte de nombreux ministres néophytes parmi lesquels les socialistes Vincent Auriol aux Finances et Georges Monnet à l'Agriculture, ainsi que le jeune (36 ans) Léo Lagrange, nommé sous-secrétaire d'État aux Sports et aux Loisirs, et aussitôt tourné en dérision par la droite et l'extrême-droite comme titulaire du « ministère de la paresse ». Il recrute aussi dans le vivier des Jeunes Turcs, « cette nouvelle génération d'élus radicaux non-conformistes et ancrés à gauche », à des postes qu'il juge importants : l'Éducation nationale pour Jean Zay (32 ans), l'Air pour Pierre Cot. En outre, Blum est le premier à faire appel à des femmes (Suzanne Lacore, Irène Joliot-Curie et Cécile Brunschvicg) pour occuper des secrétariats d'État, alors que celles-ci n'ont toujours pas le droit de vote.
Le gouvernement est globalement dominé par les socialistes (20 ministres et secrétaires d'État, contre 13 radicaux), les communistes choisissant de le soutenir de l'extérieur. En effet, tout en assurant Blum de son total soutien, le PC préfère ne pas donner prise aux craintes d'une révolution alimentées dans les classes moyennes par l'opposition, qui « agitait sans cesse l'épouvantail de « l'homme au couteau entre les dents » et prédisait la violence bolchévique à brève échéance ». Cette position a en outre l'avantage de ne pas trop le compromettre avec un pouvoir resté bourgeois et de préserver le cas échéant son image au sein des masses, où son influence grandit.

## Le mouvement de grève de mai-juin 1936

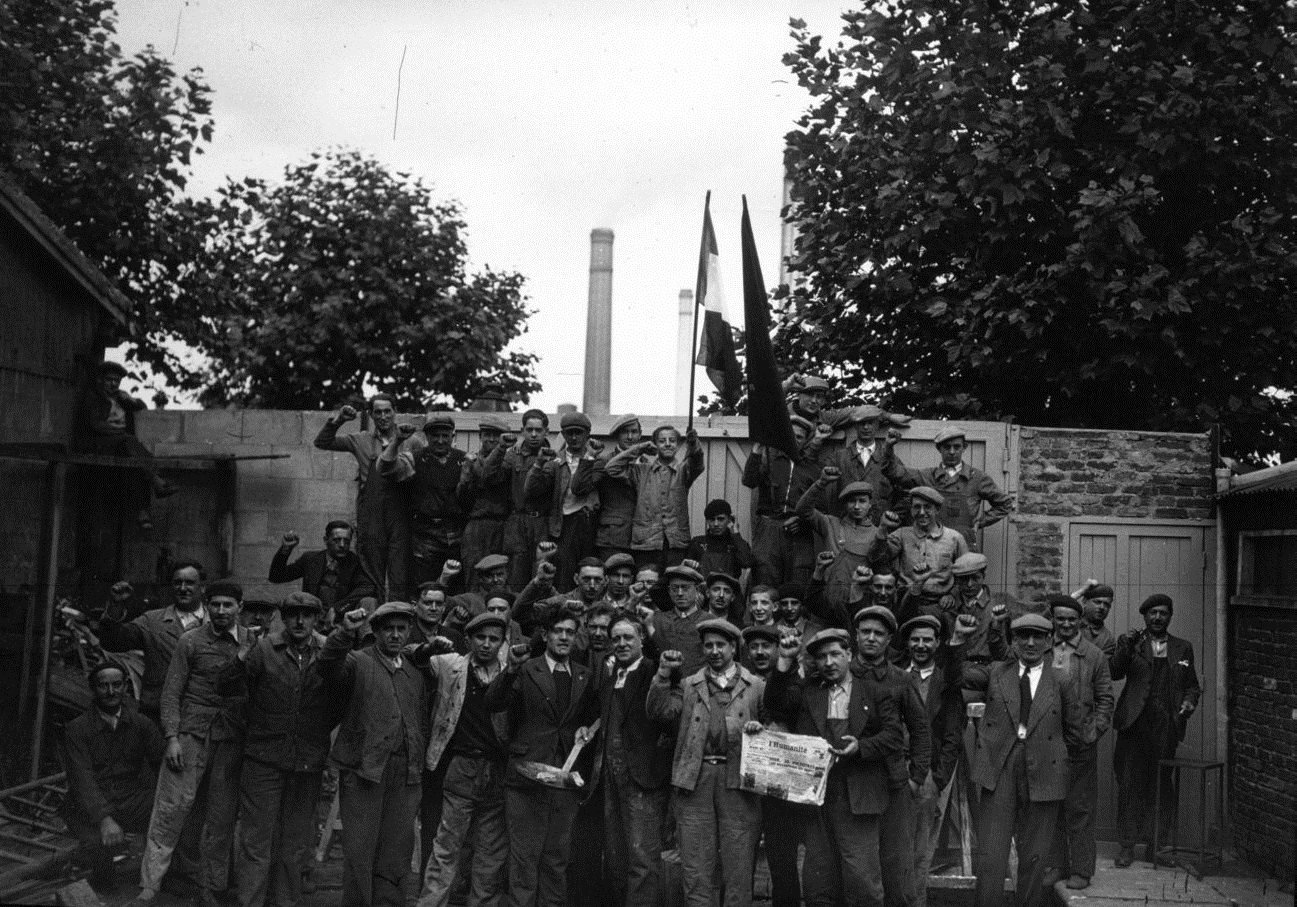
Grève de la métallurgie : occupation d'une usine de la banlieue parisienne
(agence Meurisse, 1936, Paris, BnF).

Avant la formation du nouveau gouvernement, des grèves éclatent dans des usines d’aviation du Havre. Le 11 mai, 600 ouvriers et 250 employés des usines Breguet arrêtent le travail pour demander la réintégration de deux militants licenciés pour avoir fait grève le 1er mai. L’usine est occupée et les tentatives de la police de déloger les grévistes échouent, les dockers se solidarisant des grévistes. En deux jours, ces derniers obtiennent satisfaction. Le 13 mai, c'est au tour des usines Latécoère, à Toulouse, puis le 14 à celles de Bloch, à Courbevoie, d'être occupées. Le mouvement se répand comme une trainée de poudre, atteignant rapidement les entreprises voisines. Des femmes se mobilisent et certaines mènent les grèves (Martha Desrumaux, Madeleine Colliette, Suzanne Gallois…), en particulier dans les usines textiles ou alimentaires.
Le 24 mai le rassemblement en souvenir de la Semaine sanglante qui signe la fin de la Commune de Paris rassemble 600 000 participants, brandissant des drapeaux rouges et entonnant des chants révolutionnaires. Le lendemain, de nombreuses grèves débutent en région parisienne, qui obtiennent généralement rapidement satisfaction. Le 28, les 30 000 ouvriers de Renault à Billancourt entrent dans la grève. Un compromis est trouvé avec la CGT, mais la lame de fond continue, et à partir du 2 juin des corporations entières entrent en grève : la chimie, l’alimentation, le textile, l’ameublement, le pétrole, la métallurgie, quelques mines, etc. À partir du 5, les vendeurs de journaux, les tenanciers de kiosques, les employés des salles de spectacles, les commis, les garçons de café, les coiffeurs, des ouvriers agricoles, etc., font grève, souvent pour la première fois.
Pour la première fois également les entreprises sont occupées par les grévistes, qui organisent des comités de grève. Se trouve remis en cause le principe de la propriété privée des moyens de production. Des bals sont donnés dans les usines ou les grands magasins, des compagnies de théâtre (comme le groupe Octobre de Jacques Prévert) jouent des pièces. On compte 12 000 grèves, dont 9 000 avec occupation, entraînant environ 2 millions de grévistes. Malgré les paroles rassurantes de Léon Blum, le climat qui règne alors en France a des connotations clairement révolutionnaires. Peu ou pas encadré par des organisations politiques ou syndicales, le mouvement trouve des causes multiples et fortement localisées, mais a aussi un côté festif. Comme l'a écrit la philosophe Simone Weil dans la revue La Révolution prolétarienne, ce sont de véritables « grèves de la joie » : on fête la victoire électorale de la gauche, la dignité ouvrière retrouvée après une longue période de compression. L'aile gauche de la SFIO soutient pleinement la grève générale : dans un article publié dans Le Populaire le 27 mai, Marceau Pivert presse Léon Blum de s'appuyer sur ces mouvements sociaux pour envisager une vraie conquête du pouvoir, clamant que « tout est possible ».
C'est bien l'opinion du président du Conseil, le radical Albert Sarraut, qui invite Blum à prendre immédiatement sa place pour résoudre la situation. Mais celui-ci refuse, soucieux de respecter scrupuleusement le calendrier fixant l'expiration du mandat de la Chambre élue en 1932 au mois de juin. Le patronat hésite à employer la force pour évacuer les usines et préfère la négociation. Le gouvernement Blum, enfin formé le 4 juin, cherche tout de suite à faire cesser le mouvement de grève : Léon Blum rencontre une délégation du patronat composée de René-Paul Duchemin, Pierre-Ernest Dalbouze, Pierre Richemond et Alfred Lambert-Ribot. Les accords Matignon sont signés dans la nuit du 7 au 8 en échange de l’évacuation des usines. Mais la reprise n’est pas immédiate, et bien des délégués des usines en grève souhaitent continuer le mouvement. À partir du 11 juin, le PC conseille l’arrêt des grèves, Maurice Thorez déclarant qu'« il faut savoir arrêter une grève dès que satisfaction a été obtenue ». Le mouvement gréviste reflue peu à peu à Paris, mais continue à se développer en province.

## Action du gouvernement
Le succès électoral a donc éveillé chez l'ensemble des travailleurs un immense espoir. Ainsi, un mouvement de grève et d'occupation d'usines se mit en place, gagnant toute la France. Près de deux millions de travailleurs débrayèrent, paralysant le pays. À l'image des électriciens et des gaziers, la plupart des différentes catégories professionnelles ont pris part à ce mouvement largement dominés par les métallurgistes. Les patrons, craignant au plus haut point une révolution bolchevique, s'empressèrent de négocier sous l'égide du gouvernement dans le but d'obtenir la reprise du travail.

### Politique économique et sociale

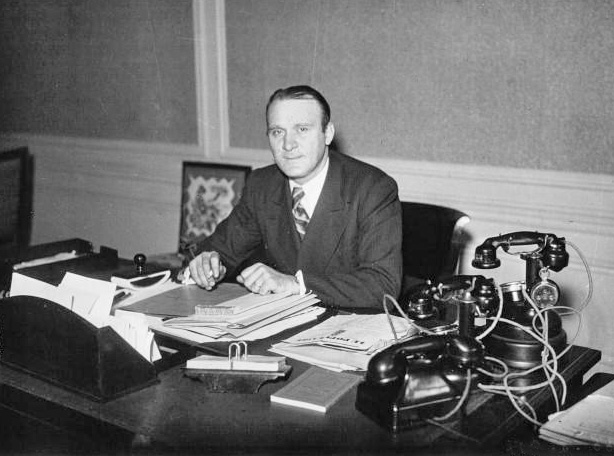
Léo Lagrange, sous-Secrétaire d'Etat au Sport et aux Loisirs (1936).

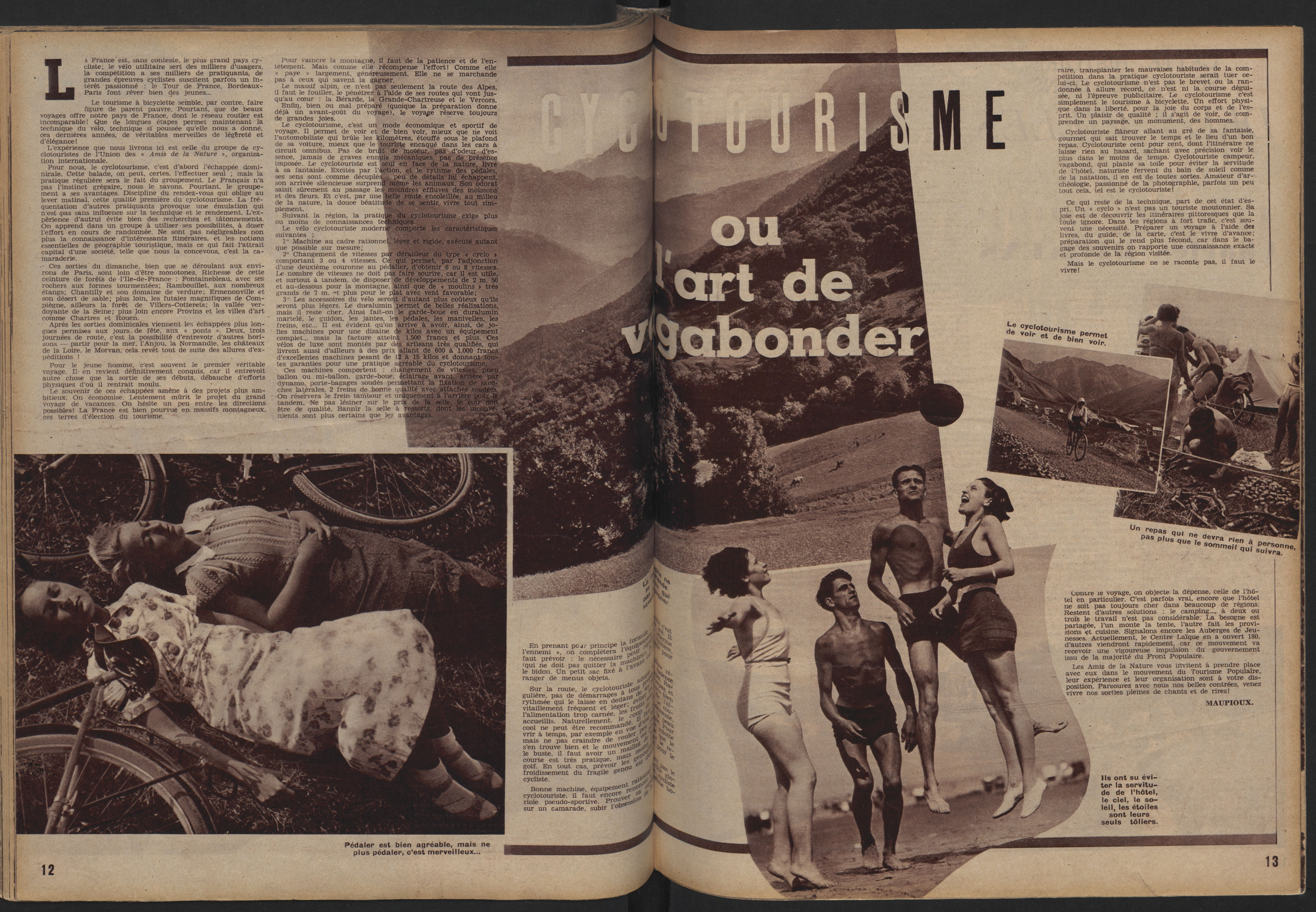
Article exaltant le cyclotourisme, mode économique et sportif de voyage, dans le cadre des congés payés (magazine communiste Regards, no 136, 13 août 1936).

Ainsi, le 7 juin 1936, les accords Matignon furent signés par la CGT et le patronat, à l'initiative du gouvernement. Ces accords mettaient en place, entre autres, le droit syndical, et prévoyaient une hausse des salaires de plus de 7 à 15 % selon les branches professionnelles, soit environ 12 % en moyenne sur toute la France. Quelques jours plus tard, bien que ces mesures ne figurent pas dans le programme du Front populaire, par deux lois votées par le Parlement, les premiers congés payés (2 semaines) furent instaurés, et la semaine de travail passa de 48 à 40 heures. Pour les ouvriers et employés partant en vacances, Léo Lagrange créa des billets de train avec 40 % de réduction, qui existent toujours. Ces accords n'empêchèrent pas les grèves et les occupations de se poursuivre, parfois jusqu'en juillet 1936.
Le 29 juillet fut votée la retraite des mineurs et, le 28 août, une loi sur les allocations chômage. Une politique de nationalisations fut mise sur pied, dans l'industrie aéronautique, d'armement (7 août), puis dans les chemins de fer (naissance de la SNCF en 1937). La Banque de France ne fut pas nationalisée, mais la tutelle de l'État s'accrut et le droit de vote s'étendit à tous les actionnaires (il était jusqu'alors réservé aux 200 plus gros).
Le 28 août fut adopté un budget de 20 milliards de francs pour de grands travaux. Le gouvernement signe le 1er octobre un accord monétaire avec la Grande-Bretagne et les États-Unis pour fixer la valeur du franc dans une fourchette de 43 à 49 milligrammes d'or contre 65,5 milligrammes auparavant.
Un Office national interprofessionnel du blé (actuel Office national interprofessionnel des grandes cultures) fut chargé de soutenir les prix payés aux agriculteurs, très durement touchés par la crise. Georges Monnet, ministre de l'Agriculture, ne réussit pas à faire adopter la création d'autres offices pour les autres productions, devant les réticences du Sénat, mais l'Onib servit de modèle aux structures créées après la Libération, voire à celles mises en place par la Politique agricole commune (PAC). La politique d'électrification des communes rurales, très énergique dans les années 1920 sous Henri Queuille, fut reprise.

### Politique coloniale

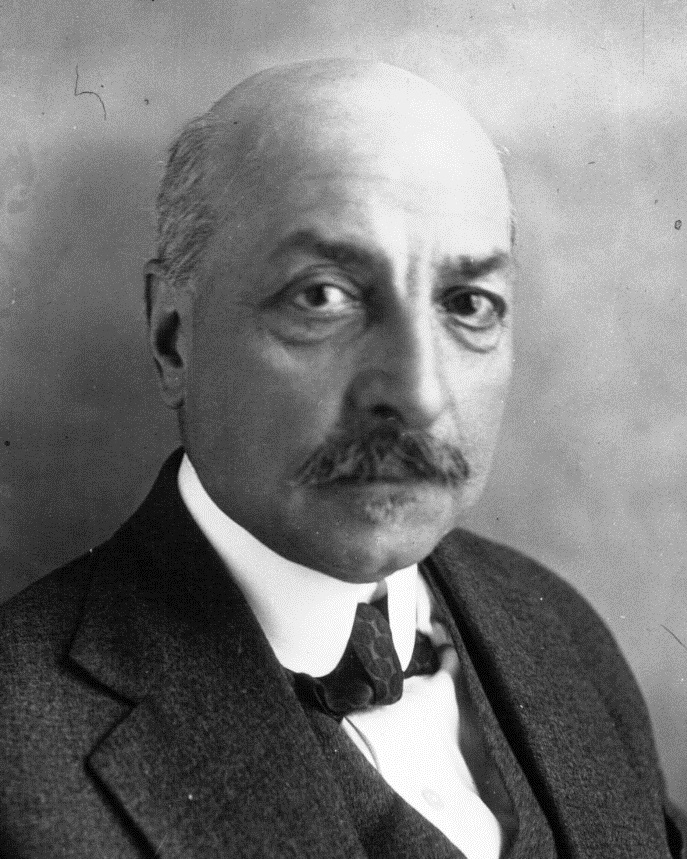
Maurice Viollette en 1929.

En matière coloniale, les réalisations furent plus difficiles en raison du profond conservatisme des colons, très puissants, et du dynamisme de certains mouvements politiques locaux (principalement en Algérie), qui préfèrent souvent l'indépendance à l'égalité des droits. Ainsi, le projet Blum-Viollette étendant la nationalité française à certains Algériens est-il bloqué par le Sénat, comme le projet d'accorder l'indépendance aux mandats du Liban et de la Syrie. En Tunisie, les colons les plus influents « tinrent l'avènement du Front populaire pour une catastrophe cosmique et [le sous-secrétaire d'État] Pierre Viénot pour l'Antéchrist […] » (Charles-André Julien, dans Léon Blum, chef de gouvernement) : ils déployèrent donc tous leurs efforts pour saboter la politique menée.
Alors qu'elle avait soutenu le Front populaire, l'Étoile nord-africaine de Messali Hadj est dissoute le 26 janvier 1937 en application du « décret Régnier » qui réprimait les manifestations contre la souveraineté française en Algérie, marquant ainsi la fin de toute évolution de la politique coloniale sous le Front populaire[source insuffisante].
Le Front populaire est pour une continuation de la colonisation du Maroc, "protégé" par la France et l'Espagne.
Lors de la guerre d'Espagne, la CNT demande le soulèvement du Maroc au Front populaire, qui refuse sous menace de représailles envers la république espagnole déjà attaquée par les franquistes. Ainsi la république française garantie à Franco ses Regulares marocains, l'infanterie de choc indispensable à la pérennisation de l'efficacité de sa Légion, la meilleure unité militaire du conflit.
Avatar tardif du projet Blum-Viollette, le Code de l'indigénat est vidé de sa substance, puis complètement abrogé par la loi du 7 avril 1946, par Marius Moutet, qui s'efforce d'améliorer le sort des colonisés et de les associer à l'administration de leurs territoires[réf. nécessaire]. La nomination d'une personne noire, Félix Éboué, comme gouverneur de la Guadeloupe, puis du Tchad, est une petite révolution[réf. nécessaire].
Sur le territoire métropolitain, le décret de 1935 contraignant les étrangers à résider dans le département où ils avaient obtenu leur carte d'identité est annulé : le décret du 14 octobre 1936 permet le libre déplacement sur le territoire.

### Éducation, sports et loisirs
Une partie du programme du Front populaire touchait l'éducation et loisirs. La scolarité obligatoire fut portée dès 1936 à quatorze ans, les passerelles entre l'enseignement primaire et les lycées furent multipliées — dans le prolongement de l'œuvre entreprise par Édouard Herriot quelques années plus tôt — les collections des grands musées furent enrichies et leurs tarifs réduits pour les gens modestes. Le CNRS est une création du Front populaire. L'ENA fut créé en 1945 par Michel Debré sur un projet de Jean Zay, projet qui n'avait pas pu voir le jour à cause de la guerre.
« Notre but simple et humain, est de permettre aux masses de la jeunesse française de trouver dans la pratique des sports, la joie et la santé et de construire une organisation des loisirs telle que les travailleurs puissent trouver une détente et une récompense à leur dur labeur. » (Léo Lagrange, sous-secrétaire d'État à la jeunesse et aux loisirs, lors d'un discours radiodiffusé, le 10 juin 1936). Des centaines de piscines et de stades publics sont construits à son initiative.
Le ministre Jean Zay est également porteur d'un projet de loi abolissant la propriété littéraire et artistique, faisant du droit d'auteur un droit inaliénable, et du contrat d'édition non pas un contrat de cession des droits, mais un contrat de concession temporaire à l'étendue extrêmement limitée. L'opposition des éditeurs (Bernard Grasset) et de la droite conservatrice (René Dommange) ralentit l'adoption du texte, qui ne sera jamais voté, la guerre interrompant les débats sur le sujet.

### Politique étrangère

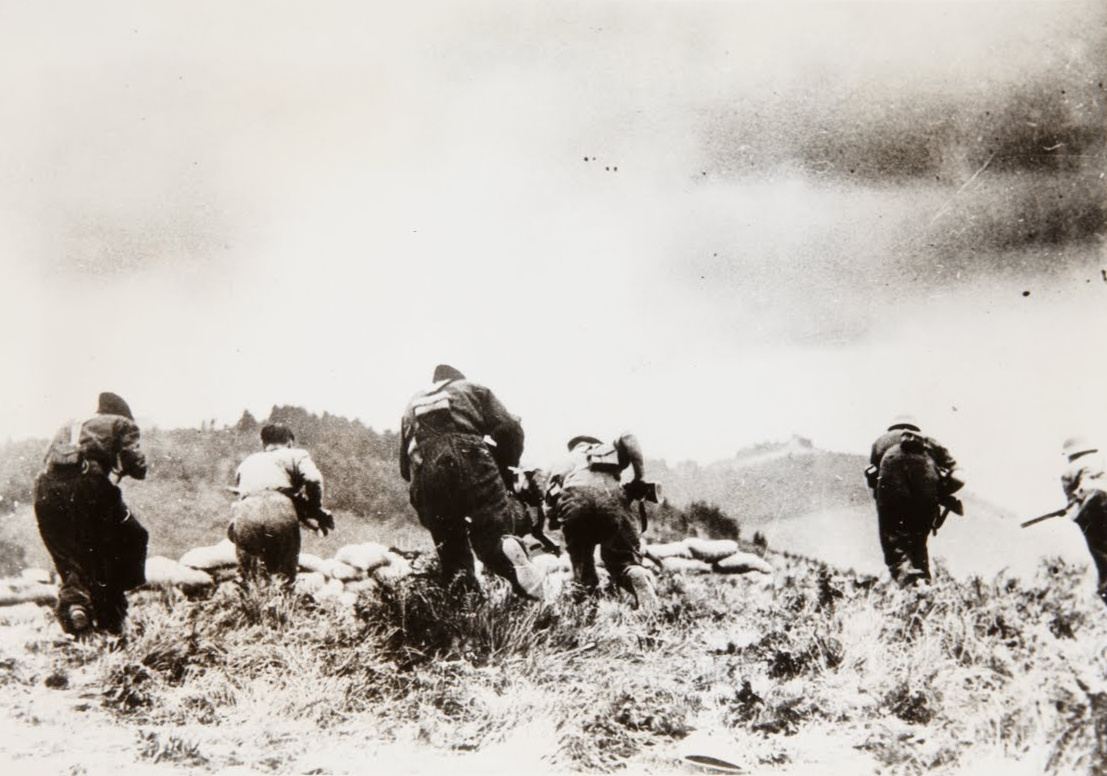
Bataille d'Irun durant la guerre d'Espagne, 1936
(Madrid, musée national centre d'art Reina Sofía).

Le contexte international fut également une cause des difficultés du Front populaire. En juillet 1936 la guerre civile en Espagne vient d'éclater. Le Front populaire se divise sur le projet de soutien militaire de la France aux républicains espagnols opposés aux franquistes. Sous la pression du gouvernement conservateur britannique de Stanley Baldwin et des radicaux, Léon Blum décide la « non-intervention », à un moment où la société française est, à la suite de la Grande Guerre, profondément pacifiste. Cette non-intervention satisfaisait Hitler dont le but est d'isoler la France pour mieux la briser (« Car il faut qu'on se rende enfin clairement compte de ce fait : l'ennemi mortel, l'ennemi impitoyable du peuple allemand est et reste la France. Peu importe qui a gouverné et qui gouvernera la France ; que ce soient les Bourbons ou les Jacobins, les Napoléons ou les démocrates bourgeois, les républicains cléricaux ou les bolchéviks rouges » ou encore « Une deuxième guerre viendra. Il faut, auparavant, isoler si bien la France que cette seconde guerre ne soit plus une lutte de l'Allemagne contre le monde entier, mais une défense de l'Allemagne contre la France qui trouble le monde et la paix »).
Léon Blum souhaite intervenir aux côtés des républicains espagnols mais les radicaux et la droite y sont opposés. Blum sait que s'il tente d'intervenir, son gouvernement sera renversé au profit d'une alliance entre les radicaux et les partis de droite. C'est d'ailleurs une telle alliance qui constituera le troisième gouvernement d'Édouard Daladier (12 avril 1938-11 mai 1939). La mort dans l'âme, Blum se résigne à la non-intervention mais fait en sorte que les autorités françaises ferment les yeux sur le trafic d'armes s'exerçant au profit des républicains espagnols à la frontière entre la France et l'Espagne.
Conscient des menaces sur la paix, le gouvernement de Front populaire entame le réarmement de la France et tente de rattraper le retard provoqué par la politique de réduction des dépenses publiques, y compris en matière militaire, réalisée par Pierre Laval en 1935. La nationalisation partielle des industries d'armement et la politique énergique des nouveaux responsables relancent le potentiel français d'armement : la politique du Front populaire permet une réorganisation de la production dans un sens de massification, qui ne subit pas plusieurs des inconvénients de l'industrie privée tels que les problèmes de trésorerie et l'incertitude des commandes. Ce n'est toutefois que dans un second temps, après la chute du Front populaire, que la production d'armement démarre réellement, lorsque les capitaux reviennent et que le conflit social est tranché au profit du patronat avec notamment la baisse du coût du travail.
Les rapports avec l'Italie sont beaucoup plus difficiles qu'avec l'Allemagne[précision nécessaire], en raison de la politique agressive de Mussolini qui envahit l'Éthiopie, seul État africain encore indépendant, dont la chute entraîne le discrédit de la Société des Nations. La clémence française envers l'Italie s'explique par le fait que, jusqu'en 1938, l'Italie est plus proche de la France et du Royaume-Uni que de l'Allemagne. Surtout, Mussolini refuse encore que l'Autriche soit rattachée à l'Allemagne et apparaît donc comme un potentiel allié de circonstance qu'il faut ménager.

## Crise et fin de l'alliance

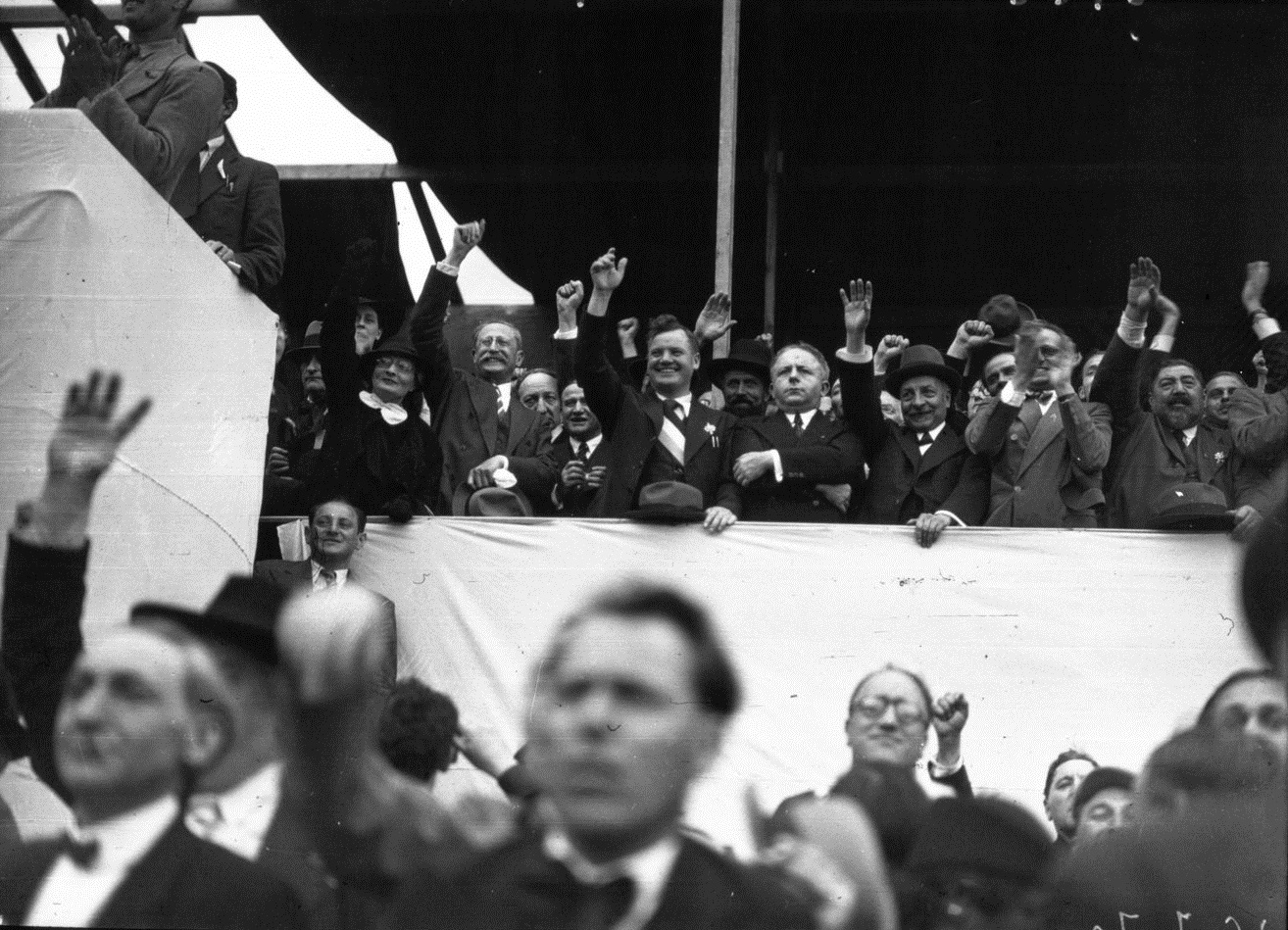
Manifestation du Rassemblement populaire, 14 juillet 1936. Dans la tribune, de gauche à droite : Thérèse Blum, Léon Blum, Maurice Thorez, Roger Salengro, Maurice Viollette, Pierre Cot.

Mais les difficultés du Front populaire ne furent pas pour autant effacées. En effet, la France était dans une grave crise économique depuis 1931, et la politique économique du Front populaire ne parvint pas à relancer la production, ni la consommation[réf. nécessaire] ; le chômage en revanche se réduisit. Ainsi, la hausse des prix annula vite celle des salaires prévue par les accords Matignon. Ce fut une des causes de la chute du Front populaire, très vivement critiqué par une partie de la presse dès l'automne 1936.
La priorité accordée à l’alliance britannique conduit le Front populaire à renoncer au contrôle des capitaux, condition pourtant nécessaire à une forte dévaluation. Un expert influent, Emmanuel Monick, présente à Léon Blum l’arbitrage qui lui échoit en ces termes : « De deux choses l’une. Ou bien vous instaurez le contrôle des changes, vous imposez un dirigisme strict, vous mettez la France en autarcie — et alors vous êtes obligé d’instituer un régime autoritaire qui risque de glisser vers le totalitarisme. Ou bien vous ouvrez les frontières, vous maintenez un régime de liberté des changes, et vous devez alors vous appuyer sur Londres et Washington pour opérer un ajustement des monnaies en même temps qu’une coalition des régimes démocratiques. »
Sur le plan intérieur, le gouvernement Blum parvint à résoudre la crise sociale. Mais dès l'été 1937, il dut faire face à diverses difficultés économiques qui le poussèrent à dévaluer le franc dès le 17 septembre. Cette situation transforma l'inquiétude de la droite en opposition résolue. Le 24 février 1937, il décide également une pause dans les réformes. Des réformes importantes comme celles des retraites sont alors abandonnées. La pause ne rencontre guère la réussite, puisqu'elle déçoit l'aile gauche de la SFIO et le PC sans apaiser l'opposition de droite, qui la considère comme un aveu de faiblesse du gouvernement.

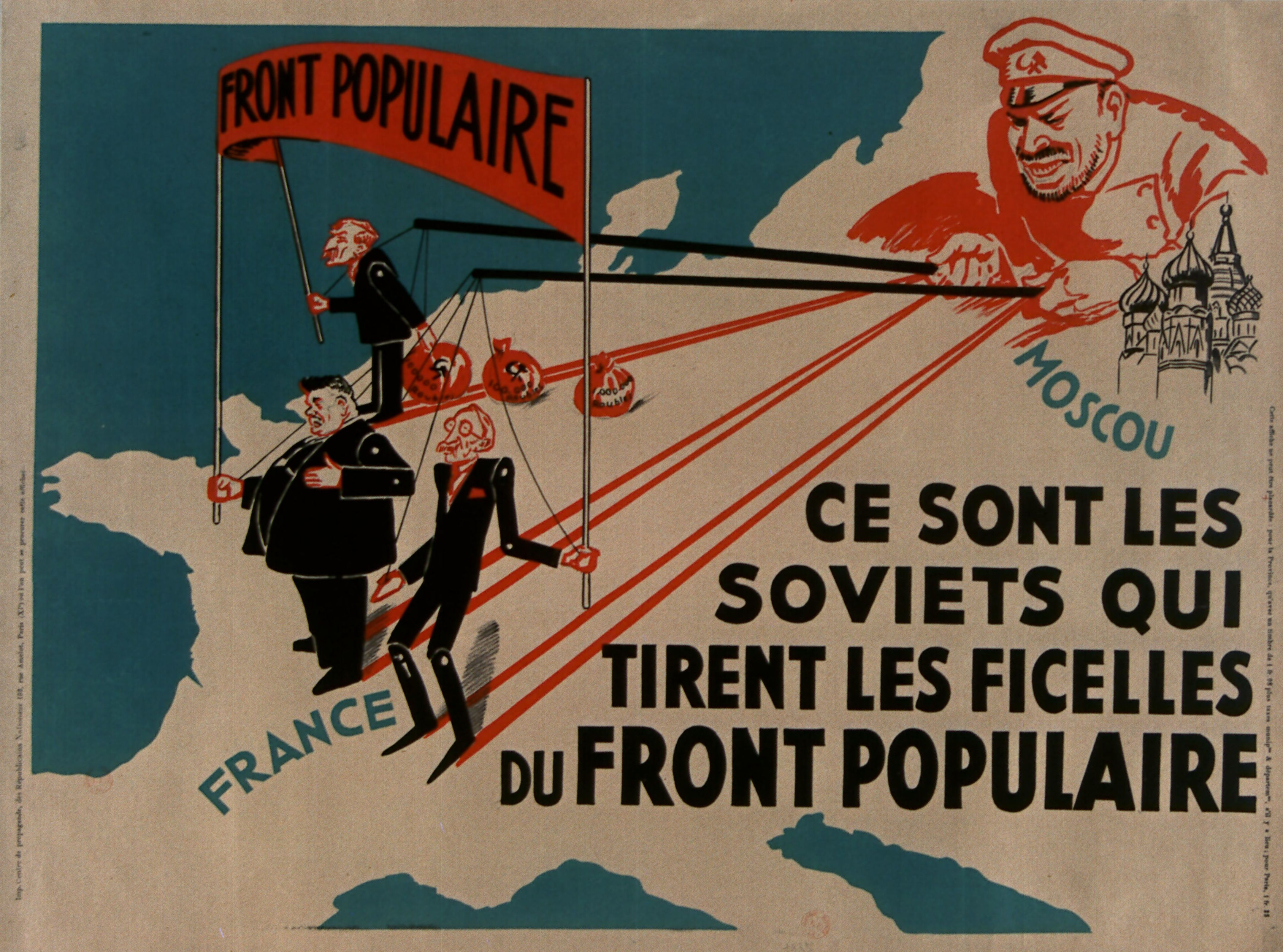
Affiche anticommuniste du Centre de propagande des républicains nationaux dépeignant les Soviets manipulant depuis Moscou les dirigeants des partis de la coalition du Front populaire : Édouard Herriot (parti radical), Léon Blum (SFIO) et Marcel Cachin (PC).

Par ailleurs, les attaques calomnieuses de l'extrême droite affaiblirent plusieurs personnalités du Front populaire, à commencer par Blum lui-même : son arrivée au pouvoir déclencha en effet une vague d'antisémitisme d'une très grande ampleur, visant à remettre en cause sa crédibilité et sa loyauté aux intérêts de la France. De même, une campagne médiatique agressivement diffamatoire menée notamment par L'Action française et par Gringoire déstabilisa Roger Salengro, ministre SFIO de l'Intérieur et l'un des principaux artisans des accords Matignon. Accusé, sans aucun fondement, à partir du 14 juillet 1936, d'avoir été déserteur durant la Première Guerre mondiale, il fut rapidement innocenté, mais ne supporta pas de voir son honneur de patriote sali et se suicida le 17 novembre 1936.
Dans la presse française se formèrent de fait deux camps bien distincts, d'une part les partisans du Front populaire (L'Humanité, Le Populaire, L'Œuvre, Vendredi, Marianne), d'autre part les opposants (L'Action française, L'Ami du peuple, Le Jour, Candide, Gringoire, Je suis partout, L'Écho de Paris, Le Temps). Entre ces deux positions, très peu de journaux ou d'hebdomadaires jouèrent la carte de la neutralité. La presse allant dans le sens du Front populaire était largement plus faible que la presse d'opposition et l'une comme l'autre contribuèrent à l'échec du gouvernement du Front populaire. C'est dans la presse étrangère, notamment anglo-saxonne, que parurent les analyses les plus objectives[réf. souhaitée].

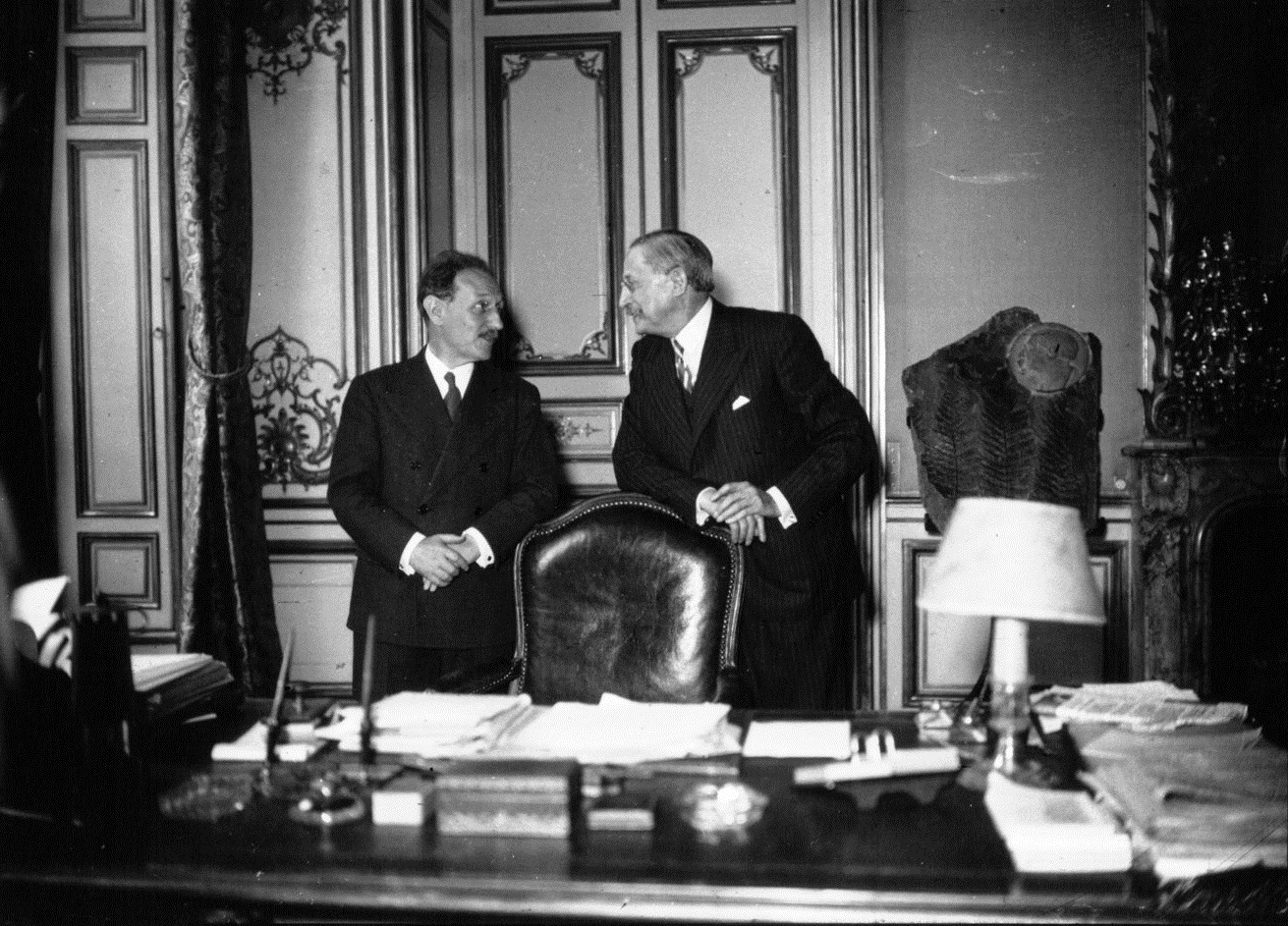
Passation de pouvoirs entre Léon Blum (à droite) et Camille Chautemps, nouveau président du Conseil, à l'hôtel Matignon en 1937.

Le 21 juin 1937, le premier gouvernement Blum présenta sa démission. Le radical Camille Chautemps prit sa succession. Il reprit, à un rythme ralenti, les réformes du Front populaire, créant, notamment, la SNCF. L'aggravation de la situation économique (creusement du déficit budgétaire) poussa Chautemps à réclamer les pleins pouvoirs, ce qui lui fut refusé le 9 mars 1938, en partie à cause des votes socialistes. Son ministère prit fin à la suite de ce refus.
Ensuite, en mars-avril 1938, après avoir été rappelé le 13 mars par le président de la République Albert Lebrun, Léon Blum forma un éphémère gouvernement, puis démissionna, n'arrivant pas à obtenir les pleins pouvoirs financiers auprès du Sénat, dans le but d'appliquer de grandes réformes financières pour sortir la France du marasme économique. Le radical Édouard Daladier le remplaça, décidé à « remettre la France au travail » et revint sur plusieurs réformes du Front populaire. La fin de « la semaine des deux dimanches », soit le retour aux 48 heures, généra une forte opposition populaire et syndicale, avec grèves et manifestations. La répression qui s’ensuivit, avec licenciements massifs et nombreuses arrestations, marqua la fin du Front populaire, et affaiblit considérablement les effectifs du parti communiste[réf. souhaitée].

## Bilan
Le bilan du Front populaire est « contrasté ». Il introduit de nombreuses réformes historiques, notamment en matière économique et sociale : les congés payés, la réduction du temps de travail avec la semaine de quarante heures et l'établissement des conventions collectives.
La question de l'héritage du Front populaire, de l'état dans lequel il laissa la France en 1938, suscita bien des passions. Ainsi, le régime de Vichy lui attribua pour partie la responsabilité de la défaite française face à l'Allemagne nazie, ce que tous les historiens ne font pas. On retient de cette période ces grèves joyeuses et les premiers congés payés qui permirent à des travailleurs de partir en vacances souvent pour la première fois (Léon Blum parle d'« embellie dans les vies difficiles »).
Pour la gauche française le front populaire reste durablement un exemple à suivre et à revendiquer, accusant régulièrement la droite de chercher à détruire les acquis du front populaire.
En 1984, le démographe Alfred Sauvy considérait ce passage aux 40 heures comme une décision « bloquant une économie en pleine reprise qui est l'acte le plus dommageable commis depuis la révocation de l'édit de Nantes », une erreur si immense « que nous n'osons pas encore la reconnaître, tant il est malséant de s’en prendre à un progrès social ». Dans le même sens, on trouve les critiques de Raymond Aron et Robert Marjolin : le premier regrette, comme Alfred Sauvy, la supposée ignorance économique de la classe politique[réf. nécessaire], tandis que le second insiste sur le caractère néfaste de l'abaissement de la production industrielle de la France au pire moment.

## Postérité

### Réactivation de l'identité en 2024 avec le Nouveau Front populaire
Pour les élections législatives françaises de 2024, les différents partis allant du centre-gauche à l'extrême gauche (comprenant, entre autres, certains anticapitalistes, les communistes, les insoumis, les écologistes ou encore les socialistes), ainsi que plusieurs syndicats de gauche annoncent le 13 juin la création d'un Nouveau Front populaire afin de présenter un front uni dans un contexte de dissolution surprise, lié à un score historiquement haut de l'extrême droite, et une campagne éclair,.
Les références au front populaire de 1936-1938 sont contradictoires dans le débat politique,. Des observateurs classés à droite soulignent le contexte jugé différent entre 1936 et 2024 Plusieurs critiques reprochent au Nouveau front populaire de ne pas être à la hauteur de cette référence historique, voire de trahir la mémoire de Léon Blum. L'attitude et certaines positions jugées radicales de LFI sont très souvent pointées du doigt pour justifier ces critiques. Notamment parce que Léon Blum, en tant que juif, a subi l'antisémitisme, et que les positions de LFI depuis le 7 octobre 2023 ont parfois été pointées du doigt par des médias classés à droite pour une forme d'ambiguïté avec l'antisémitisme. Ainsi, le 13 juin, le président Macron déclare : « S'il y en a un qui doit se retourner dans sa tombe aujourd'hui, c'est Léon Blum ». Le magazine Le Point titre le 16 juin : « une imposture politico-idéologique et une insulte à la mémoire de Léon Blum ».
Milo Lévy-Bruhl, président de la Société des amis de Léon Blum déclare « Oui, c'est difficile et presque irrespectueux de faire parler un mort, donc ce que je vous dis est à prendre avec beaucoup de pincettes. Toute la vie et l'action de Léon Blum inclinent à penser que, même si l'extrême-droite d'aujourd’hui n'est pas la même que celle qu'il a connue, sa plus grande crainte resterait de la voir arriver au pouvoir ». Dans le même ordre d'idées, l'arrière petit fils de Léon Blum rappelle que le Front Populaire est : « l'expression électorale, puis gouvernementale, en 1936, du Rassemblement Populaire créé en 1934, après les émeutes de février, pour faire face, justement à la menace fasciste ». Il ajoute que Léon Blum avait été « attaqué au moins aussi violemment par le PC que Raphaël Glucksmann par certains militants de La France insoumise ».

## Personnalités du Front populaire
- Léon Blum (président du Conseil)
- Camille Chautemps (président du Conseil)
- Édouard Daladier (vice-président du Conseil et ministre de la Défense nationale)
- Roger Salengro (ministre de l'Intérieur)
- Vincent Auriol (ministre des Finances)
- Albert Bedouce (ministre des Travaux publics)
- Jean-Baptiste Lebas (ministre du Travail)
- Jean Zay (ministre de l'Éducation nationale)
- Léo Lagrange (sous-secrétariat d’État aux sports et à l’organisation des loisirs)
- Victor Basch (président de la Ligue des droits de l’homme)
- Marceau Pivert (chef de file de la gauche de la SFIO)
- Gabriel Péri (député communiste)
- Maurice Thorez (secrétaire général du Parti communiste)

## Filmographie

### Cinéma
Plusieurs films, dont certains contemporains du mouvement, ont évoqué le Front populaire :
- 1936 :
  - La Belle Équipe de Julien Duvivier
  - La vie est à nous de Jean Renoir
  - Le Crime de monsieur Lange de Jean Renoir
  - Ménilmontant de René Guissart
- 1938 : La Marseillaise de Jean Renoir
- 2008 : Faubourg 36 de Christophe Barratier

### Télévision

#### Documentaires
- 1935 : Défilé des 500 000 manifestants à la Porte de Vincennes, 14 juillet 1935 (Le), sur parcours.cinearchives.org
- 2006 : Été 36, les premières vacances des Français de Georges-Marc Benamou et Emmanuel Descombes, France 5
- 2011 : Le front populaire : à nous la vie de Jean-François Delassus, France 2

#### Ouvrages et articles généraux
- Louis Bodin et Jean Touchard, Front populaire, 1936, Paris, Armand Colin, coll. « L'Histoire par la presse », 1985 (1re éd. 1961), 233 p. (ISBN 2-200-37091-1, présentation en ligne), [présentation en ligne].
- (en) Julian Jackson, The Popular Front in France : Defending democracy, 1934-38, Cambridge / New York / Melbourne, Cambridge University Press, 1987, XIV-353 p. (ISBN 0-521-32088-7, présentation en ligne), [présentation en ligne].
- (en) Martin S. Alexander (dir.) et Helen Graham (dir.), The French and Spanish Popular Fronts : comparative perspectives, Cambridge, Cambridge University Press, 1989, XIV-277 p. (ISBN 0-521-35081-6, présentation en ligne).
- Jean-Paul Brunet, Histoire du Front populaire, 1934-1938, Paris, Presses universitaires de France, coll. « Que sais-je ? » (no 1209), 1998 (1re éd. 1991), 127 p. (ISBN 2-13-044288-9).
- Michel Margairaz, Danielle Tartakowsky et Daniel Lefeuvre, « L'avenir nous appartient ! » : une histoire du Front populaire, Paris, Larousse, 2006, 239 p. (ISBN 2-03-582633-0, présentation en ligne).
- Michel Margairaz, Danielle Tartakowsky et Daniel Lefeuvre, Le Front populaire, Paris, Larousse, essais et documents, coll. « L'œil des archives », 2009, 239 p. (ISBN 978-2-03-584609-9, présentation en ligne).
- Frédéric Monier, Le Front populaire, Paris, La Découverte, coll. « Repères » (no 342), 2002, 123 p. (ISBN 2-7071-3402-3, présentation en ligne).
- Gilles Morin (dir.) et Gilles Richard (dir.), Les deux France du Front populaire : chocs et contre-chocs / actes du colloque tenu à l'École normale supérieure (Ulm) puis aux Archives nationales, du 4 au 6 décembre 2006, Paris, L'Harmattan, coll. « Des poings et des roses », 2008, 413 p. (ISBN 978-2-296-05702-9, présentation en ligne).
- Antoine Prost, Autour du Front populaire : aspects du mouvement social au XXe siècle, Paris, Éditions du Seuil, coll. « L'univers historique », 2006, 350 p. (ISBN 2-02-080021-7, présentation en ligne).
- Pierre Renouvin et René Rémond (dir.), Léon Blum, chef de gouvernement (1936-1937) : colloque de la Fondation nationale des sciences politiques, Paris, 26-27 mars 1965, Paris, Presses de la Fondation nationale des sciences politiques, coll. « Références » (no 3), 1981 (1re éd. 1967, Armand Colin), 439 p. (ISBN 2-7246-0454-7, présentation en ligne), [présentation en ligne].
- René Rémond (dir.) et Janine Bourdin (dir.), Édouard Daladier, chef de gouvernement (avril 1938-septembre 1939) : colloque de la Fondation nationale des sciences politiques, Paris, 4-6 décembre 1975, Paris, Presses de la Fondation nationale des sciences politiques, 1977, 319 p. (ISBN 2-7246-0377-X, présentation en ligne).
- René Rémond (dir.) et Janine Bourdin (dir.), La France et les Français en 1938-1939 : colloque de la Fondation nationale des sciences politiques, Paris, 4-6 décembre 1975, Paris, Presses de la Fondation nationale des sciences politiques, 1978, 365 p. (ISBN 2-7246-0412-1, présentation en ligne), [présentation en ligne].
- Danielle Tartakowsky, Le Front populaire : la vie est à nous, Paris, Gallimard, coll. « Découvertes Gallimard : histoire » (no 275), 2004 (1re éd. 1996), 144 p. (ISBN 978-2-07-053330-5).
- Jean Vigreux, Histoire du Front populaire. L'échappée belle, Texto, 2022.
- Michel Winock et Séverine Nikel, La gauche au pouvoir : l'héritage du Front populaire, Paris, Bayard, 2006, 188 p. (ISBN 2-227-47557-9).
- Serge Wolikow, Le Front populaire en France, Paris, Complexe, coll. « Questions au XXe siècle » (no 90), 1996, 320 p. (ISBN 2-87027-628-1).

#### La France de l'époque
- Serge Berstein, La France des années 30, Paris, Armand Colin, coll. « Cursus. Histoire », 2002, 4e éd., 186 p. (ISBN 2-200-26359-7).
- Dominique Borne et Henri Dubief, Nouvelle histoire de la France contemporaine, t. 13 : La Crise des années 30, 1929-1938, Paris, Éditions du Seuil, coll. « Points. Histoire » (no 113), 1989, 322 p. (ISBN 2-02-010949-2).
- (en) Herrick Chapman, « The Political Life of the Rank and File : French Aircraft Workers during the Popular Front, 1934-38 », International Labor and Working-Class History, no 30 « The Popular Front »,‎ automne 1986, p. 13-31 (JSTOR 27671646).
- Michel Dreyfus, « Pacifisme et pacifistes sous le Front populaire », Matériaux pour l'histoire de notre temps, no 6 « 1936 en France »,‎ avril-juin 1986, p. 15-16 (lire en ligne).
- Louis-Pascal Jacquemond, L'espoir brisé : 1936, les femmes et le Front populaire, Paris, Belin, 2016, 440 p. (ISBN 978-2-7011-9896-5, présentation en ligne).
- Jacques Kergoat, La France du Front populaire, La Découverte, 1996  (ISBN 9782707148629)
- Marcel Livian, Le Parti socialiste et l'immigration : le gouvernement Léon Blum, la main-d'œuvre immigrée et les réfugiés politiques (1920-1940) : russes, géorgiens, arméniens, italiens, espagnols, allemands, sarrois, autrichiens, allemands des Sudètes, Paris, Éditions Anthropos, 1982, 265 p. (ISBN 2-7157-1049-6).
- (en) Arthur Mitzman, « The French Working Class and the Blum Government (1936–37) », International Review for Social History, vol. 9, no 3,‎ décembre 1964, p. 363-390 (DOI 10.1017/S0020859000002613).
- (en) Francis J. Murphy, « « La Main Tendue » : Prelude to Christian-Marxist Dialogue in France, 1936-1939 », The Catholic Historical Review, Catholic University of America Press, vol. 60, no 2,‎ juillet 1974, p. 255-270 (JSTOR 25019542).
- Éric Nadaud, « Le renouvellement des pratiques militantes de la S.F.I.O. au début du Front populaire (1934-1936) », Le Mouvement social, Paris, Éditions ouvrières, no 153,‎ octobre-décembre 1990, p. 9-32 (lire en ligne).
- Henri Noguères, La Vie quotidienne en France au temps du Front populaire. 1935-1938, éd. Hachette, 1977
- Denis Peschanski (dir.), Les Élites locales dans la tourmente. Du Front populaire aux années cinquante, CNRS éditions, 2000.
- Pierre Schill, 1936. Visages et figures du Front populaire en Moselle, Metz, Éditions Serpenoise, 2006.
- (en) Michael Seidman, « The Birth of the Weekend and the Revolts against Work : The Workers of the Paris Region during the Popular Front (1936-38) », French Historical Studies, vol. 12, no 2,‎ automne 1981, p. 249-276 (JSTOR 286479).
- Jean-François Sirinelli, « Sur la scène et dans la coulisse : les intellectuels français à l'époque du Front populaire », Matériaux pour l'histoire de notre temps, no 6 « 1936 en France »,‎ avril-juin 1986, p. 11-13 (lire en ligne).
- Danielle Tartakowsky, « Front populaire et renouvellement des cultures politiques », Le Mouvement social, Paris, Éditions ouvrières, no 153,‎ octobre-décembre 1990, p. 3-8 (lire en ligne).
- Rita Thalmann, « Xénophobie et antisémitisme sous le Front populaire », Matériaux pour l'histoire de notre temps, no 6 « 1936 en France »,‎ avril-juin 1986, p. 18-20 (lire en ligne).
- Pierre Turpin, « Les handicapés et le Front populaire », Matériaux pour l'histoire de notre temps, no 6 « 1936 en France »,‎ avril-juin 1986, p. 21-22 (lire en ligne).

#### Élections d'avril-mai 1936
- Georges Dupeux, Le Front populaire et les élections de 1936, vol. 1 et 2 (cartes et graphiques), Paris, Armand Colin, coll. « Cahiers de la Fondation nationale des sciences politiques : partis et élections » (no 99), 1959, 183 p. (présentation en ligne), [présentation en ligne].
- Jean-Michel Gaillard, Les 40 jours de Blum : les vrais débuts du Front populaire, 27 avril-5 juin 1936, Paris, Perrin, 2001, 316 p. (ISBN 2-262-01731-X).
- (en) A. W. H. Shennan, « The Parliamentary Opposition to the Front Populaire and the Elections of 1936 », The Historical Journal, vol. 27, no 3,‎ septembre 1984, p. 677-695 (lire en ligne).

#### Grèves
- Albert Ayache, « Les grèves de juin 1936 au Maroc », Annales. Histoire, Sciences sociales, Paris, Armand Colin, no 3, 12e année,‎ juillet-septembre 1957, p. 418-429 (lire en ligne).
- Barthélémy Schwartz et Jérôme, « Juin 1936 - Le Front populaire au secours du capitalisme français », brochure, Zanzara athée,‎ 2009, p. 01-24 (lire en ligne).
- Bertrand Badie, « Les grèves de 1936 aux usines Renault », dans Jean Bouvier (dir.), La France en mouvement, 1934-1938, Seyssel, Champ Vallon, coll. « Époques », 1986, 349 p. (ISBN 2-903528-77-2), p. 68-85.
- Jacques Danos et Marcel Gibelin, Juin 36, Paris, Les Bons caractères, coll. « Histoire », 2006, 316 p.
- Jacques Delarue, « Juin 1936 : la grève chez Renault à seize ans », Matériaux pour l'histoire de notre temps, no 6 « 1936 en France »,‎ avril-juin 1986, p. 7-10 (lire en ligne).
- (en) Simon Dell, « Festival and Revolution : the Popular Front in France and the press coverage of the strikes of 1936 », Art History, vol. 23, no 4,‎ novembre 2000, p. 599–621 (DOI 10.1111/1467-8365.00228).
- Raymond Hainsworth, « Les grèves du Front populaire de mai et juin 1936 : une nouvelle analyse fondée sur l'étude de ces grèves dans le bassin houiller du Nord et du Pas-de-Calais », Le Mouvement social, Paris, Éditions de l'Atelier, no 96,‎ juillet-septembre 1976, p. 3-30 (lire en ligne).
- Georges Lefranc (éd.), Juin 36 : « l'explosion sociale » du Front populaire, Paris, Julliard, coll. « Archives », no 22, 1966, 350 p.
- Étienne Penissat, « « Occuper les lieux de travail » en 1936 : usages et enjeux sociaux et politiques », Mots : Les langages du politique, Paris, CNRS Éditions, no 79 « Discours de violence au nom de la foi »,‎ novembre 2005, p. 131-142 (ISBN 2-84788-084-4, lire en ligne).
- Antoine Prost, « Les grèves de mai-juin 1936 revisitées », Le Mouvement social, Paris, Éditions de l'Atelier, no 200,‎ 2002, p. 33-54 (lire en ligne).
- (en) Siân Reynolds, « Women, men and the 1936 strikes in France », dans Martin S. Alexander et Helen Graham (dir.), The French and Spanish Popular Fronts : Comparative Perspectives, Cambridge, Cambridge University Press, 1989, XIV-277 p. (ISBN 0-521-35081-6, DOI 10.1017/CBO9780511562846.015), p. 185-200.
- Salomon Schwarz, « Les occupations d'usines en France de mai et juin 1936 », International Review for Social History, vol. 2, no 1,‎ janvier 1937, p. 50-104 (DOI 10.1017/S1873084100000161).

#### Mises en perspective
- Édouard Lynch (préf. Serge Berstein), Moissons rouges : les socialistes français et la société paysanne durant l'entre-deux-guerres, 1918-1940, Villeneuve d'Ascq, Presses universitaires du Septentrion, coll. « Histoire et civilisations », 2002, 484 p. (ISBN 2-85939-750-7, présentation en ligne), [présentation en ligne].
- Antoine Prost (dir.), Jean Zay et la gauche du radicalisme, Paris, Presses de Sciences Po, coll. « Collection académique », 2003, 250 p. (ISBN 2-7246-0895-X, présentation en ligne), [présentation en ligne].
- (en) Irwin M. Wall, « The Resignation of the First Popular Front Government of Leon Blum, June 1937 », French Historical Studies, vol. 6, no 4,‎ automne 1970, p. 538-554 (lire en ligne).
- Michel Winock (dir.), Les Années trente. De la crise à la guerre (recueil d'articles), éd. du Seuil, « Points », 1990 [En particulier « La trahison des possédants » et « Le Front populaire a-t-il perdu la guerre ? »]

#### Politique culturelle
- « 1936. Arts et littérature », Europe, no 683, mars 1986, [présentation en ligne].
- Musée des Beaux-Arts d'Orléans, Le Front populaire et l'art moderne. Hommage à Jean Zay, 1995.
- Benigno Cacérès, préface de Pierre Mauroy, « Allons au-devant de la vie » : la naissance du temps des loisirs en 1936, Paris, François Maspero, coll. « Petite collection Maspero », no 264, 1981, 286 p.,  (ISBN 2-7071-1257-7)
- Michel Cadé, « Le bonheur pour pratique dans les Pyrénées-orientales », Vingtième Siècle : Revue d'histoire, no 27 « La rue et la fête du Front Populaire »,‎ juillet-septembre 1990, p. 91-96 (lire en ligne).
- Georges Dauger, « Les fêtes de la Creuse », Vingtième Siècle : Revue d'histoire, no 27 « La rue et la fête du Front Populaire »,‎ juillet-septembre 1990, p. 77-80 (lire en ligne).
- Noëlle Gérôme, « Les loisirs populaires de Poitiers », Vingtième Siècle : Revue d'histoire, no 27 « La rue et la fête du Front Populaire »,‎ juillet-septembre 1990, p. 81-90 (lire en ligne).
- (en) Jessica Irons, « Staging Reconciliation : Popular Theatre and Political Utopia in France in 1937 », Contemporary European History, vol. 14, no 3,‎ août 2005, p. 279-294 (JSTOR 20081265).
- Pascal Ory, « Front populaire et création artistique », Bulletin de la Société d’histoire moderne, 15e série, vol. 73, no 8 « Supplément à la Revue d'histoire moderne et contemporaine no 3 »,‎ 1974, p. 5-21 (lire en ligne) Communication devant la Société d’histoire moderne du 6 janvier 1974.
- Pascal Ory, La Belle Illusion : Culture et Politique sous le signe du Front populaire (1935-1938), Paris, Plon, coll. « Civilisation et mentalités », 1994, 1033 p. (ISBN 2-259-02683-4, présentation en ligne).
- Antoine Prost, « Les premier mai du front populaire en province (1936-1939) », Vingtième Siècle : Revue d'histoire, no 27 « La rue et la fête du Front Populaire »,‎ juillet-septembre 1990, p. 61-76 (lire en ligne).
- Miguel Rodriguez, « Le premier mai 1936 entre deux tours et deux époques », Vingtième Siècle : Revue d'histoire, no 27 « La rue et la fête du Front Populaire »,‎ juillet-septembre 1990, p. 55-60 (lire en ligne).
- Danielle Tartakowsky, « Manifestations, fêtes et rassemblements à Paris (juin 1936-novembre 1938) », Vingtième Siècle : Revue d'histoire, no 27 « La rue et la fête du Front Populaire »,‎ juillet-septembre 1990, p. 43-54 (lire en ligne).

#### Politique militaire
- Simon Catros, « Entre apolitisme et anticommunisme : les officiers des états-majors généraux et le Front populaire, 1936-1937 », Histoire, économie & société, Paris, Armand Colin, vol. 38, no 4,‎ 2019, p. 88-105 (DOI 10.3917/hes.194.0088).
- Simon Catros (préf. Olivier Forcade), La guerre inéluctable : les chefs militaires français et la politique étrangère, 1935-1939, Rennes, Presses universitaires de Rennes, coll. « Histoire », 2020, 291 p. (ISBN 978-2-7535-7876-0).
- Olivier Forcade, « Les conférences interministérielles du renseignement sous le Front populaire en 1937 », Bulletin de l'Institut Pierre Renouvin, no 36,‎ 2012, p. 27-43 (DOI 10.3917/bipr.036.0027, lire en ligne).
- Robert Frank, Le Prix du réarmement français (1935-1939), Paris, Publications de la Sorbonne, coll. « France XIXe-XXe siècles » (no 13), 1982 (réimpr. 2017) (1re éd. 1978), 382 p. (ISBN 2-85944-050-X, présentation en ligne), [présentation en ligne].
- Robert Frank, « Intervention étatique et réarmement en France 1935-1939 », Revue économique, Paris, Presses de la Fondation nationale des sciences politiques, vol. 31, no 4,‎ juillet 1980, p. 743-781 (lire en ligne).
- Guerres mondiales et conflits contemporains, no 215, 2004, « 1919-1939. Missions et attachés militaires. Défense et Front populaire », Paris, Presses Universitaires de France,  (ISSN 0984-2292), lire en ligne.
- Henry Dutailly (lieutenant-colonel), préf. de Guy Pédroncini, Les problèmes de l’armée de terre française (1935-1939), Paris, Imprimerie nationale, 1980, 449 p.
- Philippe Garraud, « La politique française de réarmement de 1936 à 1940 : priorités et contraintes », Guerres mondiales et conflits contemporains, Paris, Presses universitaires de France, no 219,‎ 2005, p. 87-102 (lire en ligne).
- L'Armée française de 1919 à 1939, tome 2, La Phase de fermeté, Paris, Service historique de l'armée de terre (S.H.A.T.), s.d., 382 p.
- Les relations militaires franco-belges de mars 1936 au 10 mai 1940 : travaux d'un colloque d'historien belges et français (préf. Pierre Renouvin et Jacques Willequet), Paris, Éditions du Centre national de la recherche scientifique, 1968, 382 p. (présentation en ligne).
- Georges Vidal, « L'institution militaire et la peur d'une insurrection communiste en 1936 », Communisme. Revue d'études pluridisciplinaires « Le PCF entre implantation sociétale et impuissance politique », no 69,‎ 2002, p. 101-126.
- Georges Vidal, « Le Parti communiste français et la défense nationale à l’époque du Front populaire », Guerres mondiales et conflits contemporains, Paris, Presses universitaires de France, no 215,‎ juillet 2004, p. 47-73 (lire en ligne).
- Georges Vidal, La grande illusion ? : le Parti communiste français et la défense nationale à l'époque du Front populaire, 1934-1939, Lyon, Presses universitaires de Lyon, 2006, 484 p. (ISBN 2-7297-0786-7, présentation en ligne).
- Georges Vidal (préf. Olivier Forcade), L'armée française et l'ennemi intérieur : 1917-1939. Enjeux stratégiques et culture politique, Rennes, Presses universitaires de Rennes, coll. « Histoire », 2015, 264 p. (ISBN 978-2-7535-3620-3, présentation en ligne).

#### Politique étrangère
- Centre national de la recherche scientifique (France), Les relations franco-allemandes, 1933-1939 : colloque international (1975, Strasbourg) Paris, CNRS, (Colloques internationaux du Centre national de la recherche scientifique, 563), 1976, 424 p.
- Jean Doise et Maurice Vaïsse, Politique étrangère de la France. Diplomatie et outil militaire, 1871-1991, Paris, Éditions du Seuil, coll. « Points. Histoire » (no 153), 1992 (1re éd. 1987, Imprimerie nationale), 749 p. (ISBN 2-02-014159-0, présentation en ligne), [présentation en ligne].
- (en) John E. Dreifort, « The French Popular Front and the Franco-Soviet Pact, 1936-37 : A Dilemma in Foreign Policy », Journal of Contemporary History, vol. 11, nos 2/3 « Conflict and Compromise : Socialists and Socialism in the Twentieth Century »,‎ juillet 1976, p. 217-236 (JSTOR 260258).
- Sabine Dullin, « L'Union soviétique et la France à un tournant : conjoncture extérieure et évolution interne en 1936-1937 », Matériaux pour l'histoire de notre temps, Paris, Bibliothèque de documentation contemporaine (BDIC), nos 65-66 « Hommage à René Girault. Pour une histoire des relations internationales »,‎ janvier-juin 2002, p. 55-60 (lire en ligne).
- Jean-Baptiste Duroselle, Politique étrangère de la France : la Décadence, 1932-1939, Paris, Éditions du Seuil, coll. « Points. Série Histoire » (no 63), 1983 (1re éd. 1979, Imprimerie nationale), 568 p. (ISBN 2-02-006347-6, présentation en ligne), [présentation en ligne], [présentation en ligne].
- Richard Gombin, Les Socialistes et la guerre : la S.F.I.O. et la politique étrangère française entre les deux guerres mondiales, Paris / La Haye, Mouton, 1970, VIII-272 p. (présentation en ligne).
- Jean Sagnes (dir.) et Sylvie Caucanas (dir.) (préf. Bartolomé Bennassar, postface Pierre Vilar), Les Français et la guerre d'Espagne : actes du colloque tenu à Perpignan les 28, 29, et 30 septembre 1989, Perpignan, Presses universitaires de Perpignan, coll. « Collection Études », 2004 (1re éd. 1990, CREPF), 437 p. (ISBN 2-914518-54-4, présentation en ligne).
- Comité d'histoire de la 2e Guerre mondiale, La France et l'Allemagne, 1932-1936 : communications présentées au colloque franco-allemand tenu à Paris du 10 au 12 mars 1977, Paris, Éditions du CNRS, 1980, 417 p.
- Richard Gombin, Les Socialistes et la guerre : la S.F.I.O. et la politique étrangère française entre les deux guerres mondiales, Paris, Mouton, 1970, VIII-272 p. (présentation en ligne).
- (en) Peter Darron Jackson, France and the Nazi Menace : Intelligence and Policy Making, 1933-1939, Oxford, Oxford University Press, 2000, XII-446 p. (ISBN 0-19-820834-0, DOI 10.1093/acprof:oso/9780198208341.001.0001, présentation en ligne).
- (en) Nicole Jordan, The Popular Front and Central Europe : The Dilemmas of French Impotence, 1918-1940, Cambridge, Cambridge University Press, 1992, XV-348 p. (ISBN 0-521-41077-0, présentation en ligne).
- David Wingeate Pike (préf. Pierre Renouvin), Les Français et la guerre d'Espagne, Paris, Presses universitaires de France, coll. « Publications de la Sorbonne. N S Recherches » (no 7), 1975, 467 p. (ISBN 2-13-040565-7).
- (en) Dante A. Puzzo, Spain and the Great Powers, 1936-1941, New York, Columbia University Press, 1962, VI-296 p.
- (en) Nicholas Rostow, Anglo-French relations, 1934-36, Londres, Macmillan Press, 1984, XII-314 p. (ISBN 0-333-27117-3).
- (en) Martin Thomas, Britain, France and appeasement : Anglo-French relations in the Popular Front era, Oxford, Berg, 1996, X-268 p. (ISBN 1-85973-187-2, présentation en ligne).

#### Questions financières et économiques
- Jean-Charles Asselain, « Une erreur de politique économique : la loi de quarante heures de 1936 », Revue économique, Paris, Armand Colin, vol. XXV, no 4 « Mélanges Jean Lhomme. Économie sociale »,‎ juillet 1974, p. 672-705 (lire en ligne).
- Jean Bouvier, « Un débat toujours ouvert : la politique économique du Front populaire », Le Mouvement social, Paris, Éditions ouvrières, no 54 « Front populaire »,‎ janvier-mars 1966, p. 175-181 (lire en ligne).
- Jean Bouvier, « Contrôle des changes et politique économique extérieure de la SFIO en 1936 », Relations internationales, no 13,‎ printemps 1978, p. 111-115.
- Alain Chatriot (préf. Pierre Rosanvallon), La démocratie sociale à la française : l'expérience du Conseil national économique, 1924-1940, Paris, La Découverte, coll. « L'espace de l'histoire », 2002, VIII-419 p. (ISBN 2-7071-3973-4, présentation en ligne).
- Alain Chatriot, « Les 40 heures au Conseil national économique : négocier pour construire le droit du travail », Cahiers Jaurès, Paris, Société d'études jaurésiennes, nos 165-166 « Règles de droit et durée du travail (1901-1939) »,‎ 2002, p. 39-56 (lire en ligne).
- Jean-Pierre Cuvillier (préf. Alfred Sauvy), Vincent Auriol et les finances publiques du Front populaire ou l'Alternative du contrôle et de la liberté, 1933-1939, Toulouse, Association des publications de l'Université de Toulouse-Le-Mirail, coll. « Publications de l'Université de Toulouse-Le Mirail », 1979, XIX-124 p. (présentation en ligne).
- Franck Dedieu et Frédéric Teulon, « Les leçons de la dévaluation Blum : septembre 1936 et septembre 2016 », Le Débat, no 192,‎ novembre-décembre 2016, p. 120-129 (DOI 10.3917/deba.192.0120).
- (en) Gordon Dutter, « Doing Business with the Nazis : French Economic Relations with Germany under the Popular Front », The Journal of Modern History, vol. 63, no 2,‎ juin 1991, p. 296-326 (JSTOR 2938486).
- Robert Frank, « La gauche sait-elle gérer la France ? (1936-1937 / 1981-1984) », Vingtième Siècle : Revue d'histoire, no 6,‎ avril-juin 1985, p. 3-22 (lire en ligne).
- Francis Hordern, « Genèse et vote de la loi du 20 juin 1936 sur les congés payés », Le Mouvement social, Paris, Éditions ouvrières, no 150,‎ janvier-mars 1990, p. 19-34 (JSTOR 3778649).
- Michel Margairaz, « Les socialistes face à l'économie et à la société en juin 1936 », Le Mouvement social, Paris, Éditions ouvrières, no 93,‎ octobre-décembre 1975, p. 87-108 (lire en ligne).
- Michel Margairaz (préf. François Bloch-Lainé), L'État, les finances et l’économie : histoire d'une conversion, 1932-1952, vol. 1 et 2, Paris, Comité pour l'histoire économique et financière de la France, coll. « Histoire économique et financière de la France / Études générales », 1991, XVI-1456 p. (ISBN 2-11-081121-8, présentation en ligne, lire en ligne), [lire en ligne].
- (en) Adrian Rossiter, « Popular Front Economic Policy and the Matignon Negotiations », The Historical Journal, vol. 30, no 3,‎ septembre 1987, p. 663-684 (JSTOR 2639164).
- Alfred Sauvy, Histoire économique de la France entre les deux guerres, vol. 1 : De l'armistice à la dévaluation de la livre, 1918-1931, Paris, Fayard, 1965, 566 p. (présentation en ligne), [présentation en ligne].
- Alfred Sauvy, Histoire économique de la France entre les deux guerres, vol. 2 : De Pierre Laval à Paul Reynaud, 1931-1939, Paris, Fayard, 1967, 627 p.
- Alfred Sauvy (avec la collaboration de Anita Hirsch et d'autres auteurs), Histoire économique de la France entre les deux guerres, vol. 3, Paris, Fayard, 1972, 467 p. (présentation en ligne).
- Sylvain Schirmann (préf. Raymond Poidevin), Les relations économiques et financières franco-allemandes, 24 décembre 1932-1er septembre 1939, Paris, Ministère de l'économie, des finances et de l'industrie, Comité pour l'histoire économique et financière de la France, coll. « Histoire économique et financière de la France / Études générales », 1995, XI-304 p. (ISBN 2-11-087835-5, lire en ligne).

#### Biographies
- Daniel Bermond, L'affaire Salengro : quand la calomnie tue, Paris, Larousse, 2011, 285 p. (ISBN 978-2-03-584841-3).
- Serge Berstein, Léon Blum, Paris, Fayard, 2006, 835 p. (ISBN 2-213-63042-9, présentation en ligne), [présentation en ligne].
- Christian Blanckaert, Roger Salengro. Chronique d'une calomnie, Paris, Balland, 2004.
- Jacques Kergoat, Marceau Pivert, socialiste de gauche, Éditions de l’Atelier, 1994.
- Jean Lacouture, Léon Blum, Paris, Seuil, 1977, 595 p. (ISBN 2-02-004706-3)Réédition revue et abrégée en format de poche : Jean Lacouture, Léon Blum, Paris, Seuil, coll. « Points. Histoire » (no 42), 1979, 616 p. (ISBN 2-02-005350-0).
- Jean Maitron (dir.), Dictionnaire biographique du mouvement ouvrier français, éd. de l'Atelier, cédérom, 1997.
- Pascal Ory et Antoine Prost, Jean Zay (1904-1944) : Le Ministre assassiné, Paris / Futuroscope, Tallandier / Réseau Canopé, 2015, 156 p. (ISBN 979-10-210-1070-3 et 978-2-240-03608-7, présentation en ligne), [présentation en ligne].
- Antoine Prost (dir.), Jean Zay et la gauche du radicalisme, Paris, Presses de Sciences Po, coll. « Académique », 2003, 250 p. (ISBN 2-7246-0895-X, présentation en ligne)
- Élisabeth Du Réau, Édouard Daladier : 1884-1970, Paris, Fayard, coll. « Pour une histoire du XXe siècle », 1993, 581 p. (ISBN 2-213-02726-9, présentation en ligne).
- Philippe Robrieux, Maurice Thorez : vie secrète et vie publique, Paris, Fayard, coll. « Le Monde sans frontières », 1975, 660 p. (ISBN 2-213-00190-1, présentation en ligne).
- Stéphane Sirot, Maurice Thorez, Paris, Presses de Sciences Po, coll. « Références facettes », 2000, 301 p. (ISBN 2-7246-0796-1, présentation en ligne).
- Annette Wieviorka, Maurice et Jeannette : biographie du couple Thorez, Paris, Fayard, 2010, 685 p. (ISBN 978-2-213-65448-5, présentation en ligne).
- Louis-Pascal Jacquemond, Irène Joliot-Curie. Biographie, Paris, Odile Jacob, 2014  (ISBN 978-2-7381-3033-4)

#### Témoignages
- Daniel Guérin, avant-propos de Charles Jacquier, préface de Barthélémy Schwartz, Front populaire, révolution manquée, Agone, 2013.
- Jules Moch, Le Front populaire, grande espérance, Paris, Perrin, 1971.
- Jules Moch, Une si longue vie, Paris, Robert Laffont, 1976.
- Serge Bonnet, L'Homme de fer, Presses universitaires de Nancy, 1986.